# Бразилия на летних Олимпийских играх 2024

## Медали
| Медаль  | Спортсмен(ы) | Вид спорта                  | Дисциплина                    | Дата       |
| ------- | --- | --------------------------- | ----------------------------- | ---------- |
| Золото  | Беатрис Соуза | Дзюдо                       | Свыше 78 кг                   | 2 августа  |
| Золото  | Ребека Андраде | Спортивная гимнастика       | Вольные упражнения            | 5 августа  |
| Золото  | Эдуарда Лижбоа Ана Патрисия Рамос | Пляжный волейбол            | Женский турнир                | 9 августа  |
| Серебро | Виллиан Лима | Дзюдо                       | До 66 кг                      | 28 июля    |
| Серебро | Кайо Бонфим | Лёгкая атлетика             | Спортивная ходьба на 20 км    | 1 августа  |
| Серебро | Ребека Андраде | Спортивная гимнастика       | Личное многоборье             | 1 августа  |
| Серебро | Ребека Андраде | Спортивная гимнастика       | Опорный прыжок                | 3 августа  |
| Серебро | Татьяна Уэстон-Уэбб | Сёрфинг                     | Женский турнир                | 6 августа  |
| Серебро | Изакиас Кейроc | Гребля на байдарках и каноэ | Каноэ-одиночки, 1000 метров   | 9 августа  |
| Серебро | Лорена Антония Тарсиане Рафаэлла Соуза Дуда Сампайо Тамирес Керолин Витория Яя Адриана Марта Женнифер Тайна Ясмин Людмила Таис Габи Нунес Ана Витория Габи Портильо Присцила Анжелина Лорен Люсиана              | Футбол                      | Женский турнир                | 10 августа |
| Бронза  | Ларисса Пимента | Дзюдо                       | До 52 кг                      | 28 июля    |
| Бронза  | Раиса Леал | Скейтбординг                | Стрит                         | 28 июля    |
| Бронза  | Ребека Андраде | Спортивная гимнастика       | Командное многоборье          | 30 июля    |
| Бронза  | Виллиан Лима Даниел Карнин Гильерме Шимидт Рафаэль Маседо Леонардо Гонсалвеc Рафаэл Силва Ларисса Пимента Рафаэла Силва Кетлейн Квадрус Беатрис Соуза                                                            | Дзюдо                       | Смешанные команды             | 3 августа  |
| Бронза  | Беатрис Феррейра | Бокс                        | До 60 кг                      | 6 августа  |
| Бронза  | Габриэль Медина | Сёрфинг                     | Мужской турнир                | 6 августа  |
| Бронза  | Аугусто Акио | Скейтбординг                | Парк                          | 7 августа  |
| Бронза  | Эдиваль Понтес | Тхэквондо                   | До 68 кг                      | 8 августа  |
| Бронза  | Алисон Дос Сантос | Лёгкая атлетика             | Бег на 400 метров с барьерами | 9 августа  |
| Бронза  | Макрис Карнейро Роберта Ратцке Розамария Монтибеллер Тайнара Сантос Лоренн Тейшейра Габриэла Гимарайнс Ана Кристина ди Соуза Юлия Бергман Диана Алекрин Таиса Дахер ди Менезис Ана Каролина да Силва Ниеме Коста | Волейбол                    | Женский турнир                | 10 августа |

| Вид спорта                  | 1 | 2 | 3  | Всего |
| Спортивная гимнастика       | 1 | 2 | 1  | 4     |
| Дзюдо                       | 1 | 1 | 2  | 4     |
| Лёгкая атлетика             | 0 | 1 | 1  | 2     |
| Сёрфинг                     | 0 | 1 | 1  | 2     |
| Скейтбординг                | 0 | 0 | 2  | 2     |
| Пляжный волейбол            | 1 | 0 | 0  | 1     |
| Гребля на байдарках и каноэ | 0 | 1 | 0  | 1     |
| Футбол                      | 0 | 1 | 0  | 1     |
| Бокс                        | 0 | 0 | 1  | 1     |
| Волейбол                    | 0 | 0 | 1  | 1     |
| Тхэквондо                   | 0 | 0 | 1  | 1     |
| Всего                       | 3 | 7 | 10 | 20    |

| Медали по датам | Медали по датам | Медали по датам | Медали по датам | Медали по датам | Медали по датам |
| --------------- | --------------- | --------------- | --------------- | --------------- | --------------- |
| Дата            | 1               | 2               | 3               | Всего           |                 |
| 28 июля         | 0               | 1               | 2               | 3               |                 |
| 30 июля         | 0               | 0               | 1               | 1               |                 |
| 1 августа       | 0               | 2               | 0               | 2               |                 |
| 2 августа       | 1               | 0               | 0               | 1               |                 |
| 3 августа       | 0               | 1               | 2               | 3               |                 |
| 5 августа       | 1               | 0               | 0               | 1               |                 |
| 6 августа       | 0               | 1               | 1               | 2               |                 |
| 7 августа       | 0               | 0               | 1               | 1               |                 |
| 8 августа       | 0               | 0               | 1               | 1               |                 |
| 9 августа       | 1               | 1               | 1               | 3               |                 |
| 10 августа      | 0               | 1               | 1               | 2               |                 |
| Всего           | 3               | 7               | 10              | 20              |                 |

| Мультимедалисты | Мультимедалисты       | Мультимедалисты | Мультимедалисты | Мультимедалисты | Мультимедалисты | Мультимедалисты |
| --------------- | --------------------- | --------------- | --------------- | --------------- | --------------- | --------------- |
| Спортсмен       | Вид спорта            | 1               | 2               | 3               | Всего           |                 |
| Ребека Андраде  | Спортивная гимнастика | 1               | 2               | 1               | 4               |                 |
| Беатрис Соуза   | Дзюдо                 | 1               | 0               | 1               | 2               |                 |
| Виллиан Лима    | Дзюдо                 | 0               | 1               | 1               | 2               |                 |
| Ларисса Пимента | Дзюдо                 | 0               | 0               | 2               | 2               |                 |

| Медали по полу | Медали по полу | Медали по полу | Медали по полу | Медали по полу |
| -------------- | -------------- | -------------- | -------------- | -------------- |
| Пол            | 1              | 2              | 3              | Всего          |
| Мужчины        | 0              | 3              | 4              | 7              |
| Женщины        | 3              | 4              | 5              | 12             |
| Микст          | 0              | 0              | 1              | 1              |
| Всего          | 3              | 7              | 10             | 20             |

## Квалификация
| № п/п | Вид спорта                  | Мужчины        | Мужчины                | Женщины        | Женщины                | Всего          | Всего                  |
| № п/п | Вид спорта                  | Завоевано квот | Количество спортсменов | Завоевано квот | Количество спортсменов | Завоевано квот | Количество спортсменов |
| ----- | --------------------------- | -------------- | ---------------------- | -------------- | ---------------------- | -------------- | ---------------------- |
| 1     | Академическая гребля        | 1              | 1                      | 1              | 1                      | 2              | 2                      |
| 2     | Бадминтон                   | 1              | 1                      | 1              | 1                      | 2              | 2                      |
| 3     | Баскетбол                   | 1              | 12                     |                |                        | 1              | 12                     |
| 4     | Бокс                        | 5              | 5                      | 5              | 5                      | 10             | 10                     |
| 5     | Борьба                      |                |                        | 1              | 1                      | 1              | 1                      |
| 6     | Велоспорт                   | 3              | 3                      | 3              | 3                      | 6              | 6                      |
| 7     | Волейбол                    | 1              | 12                     | 1              | 12                     | 2              | 24                     |
| 8     | Гандбол                     |                |                        | 1              | 16                     | 1              | 16                     |
| 9     | Спортивная гимнастика       | 2              | 2                      | 5              | 5                      | 7              | 7                      |
| 10    | Художественная гимнастика   |                |                        | 2              | 6                      | 2              | 6                      |
| 11    | Гребля на байдарках и каноэ | 7              | 5                      | 5              | 3                      | 12             | 8                      |
| 12    | Дзюдо                       | 7              | 7                      | 6              | 6                      | 13             | 13                     |
| 13    | Конный спорт                | 7              | 9                      |                |                        | 9              | 9                      |
| 14    | Лёгкая атлетика             | 22             | 22                     | 21             | 20                     | 44             | 42                     |
| 15    | Настольный теннис           | 3              | 3                      | 3              | 3                      | 7              | 6                      |
| 16    | Парусный спорт              | 4              | 7                      | 2              | 5                      | 8              | 12                     |
| 17    | Плавание                    | 12             | 11                     | 9              | 9                      | 21             | 20                     |
| 18    | Пляжный волейбол            | 2              | 4                      | 2              | 4                      | 4              | 8                      |
| 19    | Прыжки в воду               |                |                        | 1              | 1                      | 1              | 1                      |
| 20    | Прыжки на батуте            | 1              | 1                      | 1              | 1                      | 2              | 2                      |
| 21    | Регби-7                     |                |                        | 1              | 12                     | 1              | 12                     |
| 22    | Сёрфинг                     | 3              | 3                      | 3              | 3                      | 6              | 6                      |
| 23    | Скейтбординг                | 6              | 6                      | 6              | 6                      | 12             | 12                     |
| 24    | Современное пятиборье       |                |                        | 1              | 1                      | 1              | 1                      |
| 25    | Стрельба                    | 1              | 1                      | 3              | 2                      | 4              | 3                      |
| 26    | Стрельба из лука            | 1              | 1                      | 1              | 1                      | 2              | 2                      |
| 27    | Теннис                      | 3              | 2                      | 3              | 3                      | 7              | 5                      |
| 28    | Триатлон                    | 2              | 2                      | 2              | 2                      | 4              | 4                      |
| 29    | Тхэквондо                   | 2              | 2                      | 2              | 2                      | 4              | 4                      |
| 30    | Тяжёлая атлетика            |                |                        | 2              | 2                      | 2              | 2                      |
| 31    | Фехтование                  | 1              | 1                      | 2              | 2                      | 3              | 3                      |
| 32    | Футбол                      |                |                        | 1              | 22                     | 1              | 22                     |
|       | ИТОГО                       | 98             | 123                    | 97             | 160                    | 202            | 283                    |

## Состав команды
Академическая гребля
1. Лукас Вертейн[англ.]
2. Беатрис Таварес[англ.]

 Бадминтон
1. Игор Коэльо[англ.]
2. Юлиана Виейра[англ.]

 Баскетбол
1. Яго дос Сантос
2. Кристиано Фелисио
3. Диди Лозада
4. Витор Бените
5. Марсело Уэртас
6. Ги Сантос
7. Леонардо Мейндл
8. Раул Нето
9. Жорже де Паула
10. Маозинья Перейра
11. Бруно Кабокло
12. Лукас Диас

 Бокс
1. Майкл Триндаде[англ.]
2. Вандерлей Перейра[англ.]
3. Кено Машадо
4. Абнер Тейшейра
5. Луис Оливейра
6. Кэролин Алмейда[англ.]
7. Татиана Чагас[англ.]
8. Жюсилен Ромеу[англ.]
9. Беатрис Феррейра
10. Барбара дос Сантос[англ.]

 Борьба
Вольная борьба
1. Джулия Пенальбер

Велоспорт
 Шоссейный велоспорт
1. Винисиус Ранхель[англ.]
2. Ана Витория Магальяйнш[англ.]

 Маунтинбайк
1. Улан Бастос Галински[англ.]
2. Райза Голан[англ.]

 BMX
BMX-гонки
1. Паола Рейс[англ.]

BMX-фристайл
1. Густаво Оливейра[англ.]

 Волейбол
1. Бруно Резенде
2. Лукас Бергманн[англ.]
3. Адриану Шавьер[англ.]
4. Йоанди Леаль[англ.]
5. Исак Сантос[англ.]
6. Фернанду Крелинг[англ.]
7. Лукас Сааткамп
8. Талес Хосс[англ.]
9. Рикардо Лукарелли
10. Алан Соуза[англ.]
11. Флавио Гуальберто[англ.]
12. Дарлан Соуза[англ.]
13. Макрис Карнейро
14. Роберта Ратцке
15. Розамария Монтибеллер
16. Тайнара Сантос
17. Лоренн Тейшейра
18. Габриэла Гимарайнс
19. Ана Кристина ди Соуза
20. Юлия Бергман
21. Диана Алекрин
22. Таиса Дахер ди Менезис
23. Ана Каролина да Силва
24. Ниеме Коста

 Гандбол
1. Габриэла Морески[англ.]
2. Бруна де Паула[англ.]
3. Мариана Фернандес[англ.]
4. Тамирес Морена[англ.]
5. Джессика Кинтино[англ.]
6. Ана Клаудия Больцан[англ.]
7. Ларисса Араужу[англ.]
8. Адриана Кардозу[англ.]
9. Самара Виейра[англ.]
10. Джулия Гуариейро[англ.]
11. Габриэла Битолу[англ.]
12. Марсела Аруниан[англ.]
13. Дженнифер Лопес[англ.]
14. Патрисия Матиели[англ.]
15. Келли Роза[англ.]
16. Рената Арруда[англ.]

Гимнастика
 Спортивная гимнастика
1. Диого Соареc[англ.]
2. Артур Мариано[англ.]
3. Ребека Андраде
4. Жаде Барбоза
5. Лорране Оливейра[англ.]
6. Флавия Сараива[англ.]
7. Жулия Соареc[англ.]

 Художественная гимнастика
1. Барбара Домингос[англ.]
2. Дуда Аракаки[англ.]
3. Дебора Медрадо[англ.]
4. Виктория Боржес[англ.]
5. София Перейра[англ.]
6. Николь Пирсио[англ.]

Гребля на байдарках и каноэ
 Гребля на гладкой воде
1. Вагнер Соута[англ.]
2. Изакиас Кейроc
3. Матеус Нунес Бастос[англ.]
4. Жаки Годманн[англ.]
5. Ана Паула Вергутс[англ.]
6. Валденис Консейсао[англ.]

 Гребной слалом
1. Педро Гонсалвес[англ.]
2. Ана Сатила[англ.]

 Дзюдо
1. Микел Аугусто[англ.]
2. Виллиан Лима[англ.]
3. Даниел Карнин
4. Гильерме Шимидт[англ.]
5. Рафаэль Маседо[англ.]
6. Леонардо Гонсалвеc[англ.]
7. Рафаэл Силва
8. Наташа Феррейра[англ.]
9. Ларисса Пимента
10. Рафаэла Силва
11. Кетлейн Квадрус
12. Майра Агиар
13. Беатрис Соза[англ.]

 Конный спорт
1. Жуан Олива[англ.]
2. Марсио Жорже[англ.]
3. Рафаэл Лоcано[англ.]
4. Карлос Паро[англ.]
5. Руй Фонсека[англ.]
6. Стефан Барша[англ.]
7. Родриго Пессоа
8. Педро Венис[англ.]
9. Юри Мансур[англ.]

 Лёгкая атлетика
1. Эрик Кардозо[англ.]
2. Фелипе Барди[англ.]
3. Паулу Андре де Оливейра[англ.]
4. Ренан Галлина[англ.]
5. Лукас Карвалью
6. Эдуардо Родригес[англ.]
7. Рафаэль Перейра[англ.]
8. Алисон Дос Сантос
9. Матеус Лима[англ.]
10. Кайо Бонфим
11. Матеус Корреа[англ.]
12. Макс Батиста Гонсалвеш[англ.]
13. Габриэл Сантос Гарсия[англ.]
14. Лукас Вилар][англ.]
15. Дуглас Эрнандес[англ.]
16. Фернандо Феррейра[англ.]
17. Лукас дос Сантос[англ.]
18. Алмир Кунья дос Сантос[англ.]
19. Веллингтон Мораис[англ.]
20. Луис Маурисио да Силва[англ.]
21. Педро Энрике Родригес[англ.]
22. Жозе Фернандо Феррейра[англ.]
23. Витория Кристина Роса[англ.]
24. Ана Каролина Азеведо[англ.]
25. Лоррейн Мартинс[англ.]
26. Тиффани Маринью[англ.]
27. Флавия Мария де Лима[англ.]
28. Шайен да Силва[англ.]
29. Татиане Ракель да Силва[англ.]
30. Эрика де Сена[англ.]
31. Вивиан Лира[англ.]
32. Габриэла де Соуза[англ.]
33. Валдилейя Мартинс[англ.]
34. Жулиана Кампос[англ.]
35. Элиана Мартинс[англ.]
36. Лиссандра Кампос[англ.]
37. Габриэла дос Сантос[англ.]
38. Ана Каролина Силва[англ.]
39. Ливия Аванчини[англ.]
40. Изабела да Силва[англ.]
41. Андресса де Мораис[англ.]
42. Жусилене де Лима[англ.]

 Настольный теннис
1. Уго Кальдерано
2. Витор Иcий[англ.]
3. Гильермо Теодоро[англ.]
4. Бруна Такахаси[англ.]
5. Жиулия Такахаси[англ.]
6. Бруна Александр[англ.]

 Парусный спорт
1. Матеуш Исаак[англ.]
2. Бруно Лобо[англ.]
3. Бруно Фонтес[англ.]
4. Марко Граэл[англ.]
5. Габриэл Симойнш[англ.]
6. Энрике Хаддад[англ.]
7. Жоао Сиемсен[англ.]
8. Габриэла Кидд[англ.]
9. Мартине Граэл
10. Кахена Кунце[англ.]
11. Изабель Сван
12. Марина Арндт[англ.]

 Плавание
1. Гильерме Карибе[англ.]
2. Марсело Кьеригини[англ.]
3. Гильерме Коста[англ.]
4. Эдуардо Мораес[англ.]
5. Кайки Мота[англ.]
6. Николас Альбиеро[англ.]
7. Габриэл Сантос[англ.]
8. Брено Коррея[англ.]
9. Фернандо Шеффер
10. Мурило Сартори[англ.]
11. Гильерме Бассето[англ.]
12. Мария Фернанда Коста[англ.]
13. Габриэль Ронкатто[англ.]
14. Беатрис Дизотти[англ.]
15. Стефани Балдуччини[англ.]
16. Ана Каролина Виейра[англ.]
17. Джиована Рейс[англ.]
18. Мария Паула Хейтманн[англ.]
19. Ана Марсела Кунья
20. Вивиане Жунгблут[англ.]

 Пляжный волейбол
1. Джордж Вандерлей[англ.]
2. Андре Штейн[англ.]
3. Эвандро Оливейра[англ.]
4. Артур Ланси[англ.]
5. Эдуарда Лижбоа[англ.]
6. Ана Патрисия Рамос[англ.]
7. Каролина Солберг Салгадо[англ.]
8. Барбара Сейшас[англ.]

 Прыжки на батуте
1. Райан Дутра[англ.]
2. Алиса Гомес[англ.]

 Прыжки в воду
1. Ингрид Оливейра[англ.]

 Регби-7
1. Мариана Николау[англ.]
2. Луиза Кампос[англ.]
3. Милена Мариано[англ.]
4. Гизела Гомес[англ.]
5. Талия Коста[англ.]
6. Талита Коста[англ.]
7. Жасмин Соарес[англ.]
8. Марина Фиораванти[англ.]
9. Габриела Лима[англ.]
10. Ракель Кочханн[англ.]
11. Бьянка Силва[англ.]
12. Марсела Соуза[англ.]

 Сёрфинг
1. Фелипе Толедо[англ.]
2. Жуан Кианка[англ.]
3. Габриэль Медина[англ.]
4. Татьяна Уэстон-Уэбб[англ.]
5. Тайна Хинкель[англ.]
6. Луана Силва[англ.]

 Скейтбординг
1. Аугусто Акио
2. Луижи Сини[англ.]
3. Педро Баррос[англ.]
4. Келвин Хёфлер[англ.]
5. Джованни Вианна[англ.]
6. Фелипе Густаво[англ.]
7. Раикка Вентура[англ.]
8. Дора Варелла[англ.]
9. Исадора Пачеко[англ.]
10. Раиса Леал
11. Памела Роса[англ.]
12. Габи Мазетто[англ.]

 Современное пятиборье
1. Изабелла де Абреу[англ.]

 Стрельба
1. Филипп Шатобриан[англ.]
2. Жеована Мейер[англ.]
3. Жоржия Фурким[англ.]

 Стрельба из лука
1. Маркус Д’Алмейда
2. Ана Луиза Каэтано[англ.]

 Теннис
1. Тиагу Зайбот Вилд
2. Тьягу Монтейру
3. Лаура Пигосси
4. Беатрис Хаддад Майя
5. Луиза Стефани

 Триатлон
1. Мигель Идальго[англ.]
2. Мануэль Мессиас[англ.]
3. Виттория Лопеc[англ.]
4. Дженифер Арнольд[англ.]

 Тхэквондо
1. Эдивал Понтес
2. Энрике Маркес[англ.]
3. Мария Клара Пачеко
4. Каролина Сантос[англ.]

 Тяжёлая атлетика
1. Аманда Шотт[англ.]
2. Лаура Амаро[англ.]

 Фехтование
1. Гильерме Толдо[англ.]
2. Натали Мёлльхаузен
3. Мариана Пистоя[англ.]

 Футбол
1. Лорена[англ.]
2. Антония[англ.]
3. Тарсиане
4. Рафаэлла Соуза[англ.]
5. Дуда Сампайо[англ.]
6. Тамирес
7. Керолин[англ.]
8. Витория Яя[англ.]
9. Адриана[англ.]
10. Марта
11. Женнифер[англ.]
12. Тайна[англ.]
13. Ясмин[англ.]
14. Людмила[англ.]
15. Таис[англ.]
16. Габи Нунес[англ.]
17. Ана Витория[англ.]
18. Габи Портильо[англ.]
19. Присцила[англ.]
20. Анжелина[англ.]
21. Лорен[англ.]
22. Люсиана[англ.]

## Академическая гребля
Бразилия завоевала две квоты на участие в соревнованиях по академической гребле на Американской квалификационной регате в Рио-де-Жанейро, Бразилия.
| Спортсмен       | Дисциплина       | Заезд   | Заезд | Утеш. заезд | Утеш. заезд | Четвертьфиналы | Четвертьфиналы | Полуфиналы | Полуфиналы | Финалы  | Финалы |
| Спортсмен       | Дисциплина       | Время   | Место | Время       | Место       | Время          | Место          | Время      | Место      | Время   | Место  |
| --------------- | ---------------- | ------- | ----- | ----------- | ----------- | -------------- | -------------- | ---------- | ---------- | ------- | ------ |
| Лукас Вертейн   | Одиночки мужчины | 6.54,96 | 3 QF  | —           | —           | 6.55,36        | 4 Q SC/D       | 6.55,07    | 1 Q FC     | 6.47,37 | 15     |
| Беатрис Таварес | Одиночки женщины | 7.49,66 | 3 QF  | —           | —           | 7.47,29        | 4 Q SC/D       | 7.49,96    | 3 Q FC     | 7.31,31 | 15     |

Легенда: FA=Финал А (медали); FB=Финал В; FC=Финал С; FD=Финал D; FE=Финал E; FF=Финал F; SA/B=Полуфиналы A/B; SC/D=Полуфиналы C/D; SE/F=Полуфиналы E/F; QF=Четвертьфиналы; R=Утешительные заезды

## Бадминтон
Бразилия завоевала две квоты на участие в олимпийском турнире по бадминтону в соответствии с Олимпийским рейтингом BWF.
| Спортсмен     | Категория         | Группы                                | Группы                          | Группы | 1/8 финала            | Четвертьфиналы        | Полуфиналы            | Финал / За 3 место    | Финал / За 3 место    |
| Спортсмен     | Категория         | Соперник Счет                         | Соперник Счет                   | Место  | Соперник Счет         | Соперник Счет         | Соперник Счет         | Соперник Счет         | Место                 |
| ------------- | ----------------- | ------------------------------------- | ------------------------------- | ------ | --------------------- | --------------------- | --------------------- | --------------------- | --------------------- |
| Игор Коэльо   | Мужчины Одиночный | JPNКодаи Нараока П (16–21, 19–21)     | KORЧон Хёк Чин П (12–21, 19–21) | 3      | завершил выступление  | завершил выступление  | завершил выступление  | завершил выступление  | завершил выступление  |
| Юлиана Виейра | Женщины Одиночный | THAСупанида Катетонг П (16–21, 19–21) | HKGЛо Син Ян В (21–19, 21–14)   | 2      | завершила выступление | завершила выступление | завершила выступление | завершила выступление | завершила выступление |

## Баскетбол
Мужская баскетбольная команда Бразилии завоевала право участвовать в олимпийском турнире, выиграв Олимпийский отборочный турнир 2024 года в Риге, Латвия.
| Команда  | Соревнование   | Групповая стадия | Групповая стадия | Групповая стадия | Групповая стадия | Четвертьфиналы | Полуфиналы            | Финал / Матч за 3 место | Финал / Матч за 3 место |
| Команда  | Соревнование   | Соперник Счёт    | Соперник Счёт    | Соперник Счёт    | Место            | Соперник Счёт  | Соперник Счёт         | Соперник Счёт           | Место                   |
| -------- | -------------- | ---------------- | ---------------- | ---------------- | ---------------- | -------------- | --------------------- | ----------------------- | ----------------------- |
| Бразилия | Мужской турнир | Франция П 66–78  | Германия П 73–86 | Япония В 102–84  | 3 Q              | США П 87–122   | завершили выступление | завершили выступление   | завершили выступление   |

### Мужской турнир
Состав команды
Предварительный состав из 14 игроков был опубликован 11 июля 2024 года. Окончательный состав был объявлен 23 июля 2024 года.
| Перейти к шаблону «Состав сборной Бразилии по баскетболу» | Состав сборной Бразилии по баскетболу |  |

| Поз. | №  | Имя                | Дата рождения (возраст)   | Рост   | Клуб                  |
| ---- | -- | ------------------ | ------------------------- | ------ | --------------------- |
| РЗ   | 2  | Яго дос Сантос     | 9 марта 1999 (25 лет)     | 178 см | Црвена звезда         |
| Ц    | 6  | Кристиано Фелисио  | 7 июля 1992 (32 года)     | 206 см | Гранада               |
| АЗ   | 7  | Диди Лозада        | 2 июля 1999 (25 лет)      | 196 см | Фламенго              |
| АЗ   | 8  | Витор Бените       | 20 февраля 1990 (34 года) | 194 см | Паленсия              |
| РЗ   | 9  | Марсело Уэртас (К) | 25 мая 1983 (41 год)      | 191 см | Тенерифе              |
| АЗ   | 11 | Ги Сантос          | 22 июня 2002 (22 года)    | 197 см | Голден Стэйт Уорриорз |
| ЛФ   | 14 | Леонардо Мейндл    | 20 марта 1993 (31 год)    | 201 см | Алварк Токио          |
| РЗ   | 23 | Раул Нето          | 19 мая 1992 (32 года)     | 185 см | Свободный агент       |
| З    | 32 | Жорже де Паула     | 24 мая 1996 (28 лет)      | 197 см | Франка                |
| Ф    | 45 | Маозинья Перейра   | 28 августа 2000 (23 года) | 198 см | Мемфис Гриззлис       |
| ТФ   | 51 | Бруно Кабокло      | 21 сентября 1995 (28 лет) | 206 см | Партизан              |
| ТФ   | 99 | Лукас Диас         | 6 июля 1995 (29 лет)      | 207 см | Франка                |

Групповой этап
| Поз | Команда     | И | В | П | ОЗ  | ОП  | РО  | О | Квалификация  |
| --- | ----------- | - | - | - | --- | --- | --- | - | ------------- |
| 1   | Германия    | 3 | 3 | 0 | 268 | 221 | +47 | 6 | Четвертьфинал |
| 2   | Франция (Х) | 3 | 2 | 1 | 243 | 241 | +2  | 5 | Четвертьфинал |
| 3   | Бразилия    | 3 | 1 | 2 | 241 | 248 | −7  | 4 | Четвертьфинал |
| 4   | Япония      | 3 | 0 | 3 | 251 | 293 | −42 | 3 |               |

| 27 июля 2024 17:15 | Отчёт | Франция                   | 78 : 66  | Бразилия           | Пьер Моруа, Лилль Зрителей: 26 766 Судьи: Мэттью Каллио (Канада), Луис Кастильо (Испания), Карлос Перальта (Эквадор) |
| 27 июля 2024 17:15 | Отчёт | 15:23, 24:13, 18:9, 21:21 |          |                    | Пьер Моруа, Лилль Зрителей: 26 766 Судьи: Мэттью Каллио (Канада), Луис Кастильо (Испания), Карлос Перальта (Эквадор) |
| 27 июля 2024 17:15 | Отчёт | Батюм, Вембаньяма 19      | Очки     | Мейндл, Фелисио 14 | Пьер Моруа, Лилль Зрителей: 26 766 Судьи: Мэттью Каллио (Канада), Луис Кастильо (Испания), Карлос Перальта (Эквадор) |
| 27 июля 2024 17:15 | Отчёт | Вембаньяма 9              | Подборы  | Фелисио 6          | Пьер Моруа, Лилль Зрителей: 26 766 Судьи: Мэттью Каллио (Канада), Луис Кастильо (Испания), Карлос Перальта (Эквадор) |
| 27 июля 2024 17:15 | Отчёт | Альбиси 4                 | Передачи | Дос Сантос 6       | Пьер Моруа, Лилль Зрителей: 26 766 Судьи: Мэттью Каллио (Канада), Луис Кастильо (Испания), Карлос Перальта (Эквадор) |

| 30 июля 2024 21:00 | Отчёт | Бразилия                   | 73 : 86  | Германия    | Пьер Моруа, Лилль Зрителей: 23 884 Судьи: Антонио Конде (Испания), Омар Бермудес (Мексика), Гатис Салиньш (Латвия) |
| 30 июля 2024 21:00 | Отчёт | 10:22, 30:18, 11:20, 22:26 |          |             | Пьер Моруа, Лилль Зрителей: 23 884 Судьи: Антонио Конде (Испания), Омар Бермудес (Мексика), Гатис Салиньш (Латвия) |
| 30 июля 2024 21:00 | Отчёт | Дос Сантос 18              | Очки     | Шрёдер 20   | Пьер Моруа, Лилль Зрителей: 23 884 Судьи: Антонио Конде (Испания), Омар Бермудес (Мексика), Гатис Салиньш (Латвия) |
| 30 июля 2024 21:00 | Отчёт | Мейндл 6                   | Подборы  | Фойгтманн 8 | Пьер Моруа, Лилль Зрителей: 23 884 Судьи: Антонио Конде (Испания), Омар Бермудес (Мексика), Гатис Салиньш (Латвия) |
| 30 июля 2024 21:00 | Отчёт | Дос Сантос 8               | Передачи | Шрёдер 6    | Пьер Моруа, Лилль Зрителей: 23 884 Судьи: Антонио Конде (Испания), Омар Бермудес (Мексика), Гатис Салиньш (Латвия) |

| 2 августа 2024 11:00 | Отчёт | Япония                     | 84 : 102 | Бразилия   | Пьер Моруа, Лилль Зрителей: 26 850 Судьи: Мэттью Каллио (Канада), Борис Крейич (Словения), Войцех Лишка (Польша) |
| 2 августа 2024 11:00 | Отчёт | 20:31, 24:24, 29:22, 11:25 |          |            | Пьер Моруа, Лилль Зрителей: 26 850 Судьи: Мэттью Каллио (Канада), Борис Крейич (Словения), Войцех Лишка (Польша) |
| 2 августа 2024 11:00 | Отчёт | Хоукинсон 26               | Очки     | Кабокло 33 | Пьер Моруа, Лилль Зрителей: 26 850 Судьи: Мэттью Каллио (Канада), Борис Крейич (Словения), Войцех Лишка (Польша) |
| 2 августа 2024 11:00 | Отчёт | Хоукинсон 10               | Подборы  | Кабокло 17 | Пьер Моруа, Лилль Зрителей: 26 850 Судьи: Мэттью Каллио (Канада), Борис Крейич (Словения), Войцех Лишка (Польша) |
| 2 августа 2024 11:00 | Отчёт | Кавамура 10                | Передачи | Уэртас 8   | Пьер Моруа, Лилль Зрителей: 26 850 Судьи: Мэттью Каллио (Канада), Борис Крейич (Словения), Войцех Лишка (Польша) |

Четвертьфиналы
| 6 августа 2024 21:30 | Отчёт | Бразилия                   | 87 : 122 | США      | Аккор Арена, Париж Зрителей: 12 364 Судьи: Антонио Конде (Испания), Борис Крейич (Словения), Луис Кастильо (Испания) |
| 6 августа 2024 21:30 | Отчёт | 21:33, 15:30, 35:31, 16:28 |          |          | Аккор Арена, Париж Зрителей: 12 364 Судьи: Антонио Конде (Испания), Борис Крейич (Словения), Луис Кастильо (Испания) |
| 6 августа 2024 21:30 | Отчёт | Кабокло 30                 | Очки     | Букер 18 | Аккор Арена, Париж Зрителей: 12 364 Судьи: Антонио Конде (Испания), Борис Крейич (Словения), Луис Кастильо (Испания) |
| 6 августа 2024 21:30 | Отчёт | де Паула 8                 | Подборы  | Дэвис 8  | Аккор Арена, Париж Зрителей: 12 364 Судьи: Антонио Конде (Испания), Борис Крейич (Словения), Луис Кастильо (Испания) |
| 6 августа 2024 21:30 | Отчёт | Мейндл 7                   | Передачи | Джеймс 9 | Аккор Арена, Париж Зрителей: 12 364 Судьи: Антонио Конде (Испания), Борис Крейич (Словения), Луис Кастильо (Испания) |

## Бокс
Бразилия завоевала девять мест в турнир по боксу на Панамериканских играх 2023 года в Сантьяго, Чили и одно на Первом мировом квалификационном турнире 2024 года в Бусто-Арсицио, Италия.
| Спортсмен          | Категория           | 1/8 финала                     | Четвертьфиналы               | Полуфиналы                | Финал                 | Финал                 |
| Спортсмен          | Категория           | Соперник Результат             | Соперник Результат           | Соперник Результат        | Соперник Результат    | Место                 |
| ------------------ | ------------------- | ------------------------------ | ---------------------------- | ------------------------- | --------------------- | --------------------- |
| Майкл Триндаде     | Мужчины 51 кг       | CUBАлехандро Кларо П 0–5       | завершил выступление         | завершил выступление      | завершил выступление  | завершил выступление  |
| Луис Оливейра      | Мужчины 57 кг       | USAДжамал Харви П 2–3          | завершил выступление         | завершил выступление      | завершил выступление  | завершил выступление  |
| Вандерлей Перейра  | Мужчины 80 кг       | HAIСедрик Белони-Дюльепр В 5–0 | UKRАлександр Хижняк П 0–5    | завершил выступление      | завершил выступление  | завершил выступление  |
| Кено Машадо        | Мужчины 92 кг       | GBRПатрик Браун В 4–1          | UZBЛазизбек Муллажонов П 0–5 | завершил выступление      | завершил выступление  | завершил выступление  |
| Абнер Тейшейра     | Мужчины свыше 92 кг | ECUГерлон Конго П 2–3          | завершил выступление         | завершил выступление      | завершил выступление  | завершил выступление  |
| Кэролин Алмейда    | Женщины до 50 кг    | KAZНазым Кызайбай П 0–5        | завершила выступление        | завершила выступление     | завершила выступление | завершила выступление |
| Татиана Чагас      | Женщины до 54 кг    | KORИм Э Джи П 1–4              | завершила выступление        | завершила выступление     | завершила выступление | завершила выступление |
| Жюсилен Ромеу      | Женщины до 57 кг    | Алисса Мендоса (USA) В 4–1     | Эсра Йылдыз (TUR) П 1–4      | завершила выступление     | завершила выступление | завершила выступление |
| Беатрис Феррейра   | Женщины до 60 кг    | USAДжахайра Гонсалес В 5–0     | NEDЧелси Хейнен В 5–0        | IRLКелли Харрингтон П 1–4 | завершила выступление | 3                     |
| Барбара дос Сантос | Женщины до 66 кг    | TPEЧэнь Няньцинь П 0–5         | завершила выступление        | завершила выступление     | завершила выступление | завершила выступление |

## Борьба
Бразилия завоевала одно место в женский турнир по вольной борьбе на Мировом квалификационном турнире 2024 года в Стамбуле, Турция.
Вольная борьба
| Спортсмен       | Категория        | 1/8 финала            | Четвертьфиналы            | Полуфиналы         | Утеш.поединки              | Финал / За 3 место  | Финал / За 3 место |
| Спортсмен       | Категория        | Соперник Результат    | Соперник Результат        | Соперник Результат | Соперник Результат         | Соперник Результат  | Место              |
| --------------- | ---------------- | --------------------- | ------------------------- | ------------------ | -------------------------- | ------------------- | ------------------ |
| Джулия Пеналбер | Женщины до 57 кг | GUMРкаэла Акино В 5–0 | MDAАнастасия Никита П 0–5 | —                  | GERСандра Парушевски В 3–0 | CHNХун Кэсинь П 0–4 | 5                  |

## Велоспорт

### Шоссейные велогонки
Бразилия получила одно место для участия в женской групповой гонке на шоссе по результатам рейтинга UCI и одно место в мужской групповой гонке по результатам Панамериканского чемпионата по шоссейным велогонкам 2023 года в Панаме.
| Спортсмен              | Дисциплина              | Время   | Место |
| ---------------------- | ----------------------- | ------- | ----- |
| Винисиус Ранхель       | Мужчины групповая гонка | 6:39.31 | 71    |
| Ана Витория Магальяйнш | Женщины групповая гонка | 4:10.47 | 74    |

### Маунтинбайк
Бразилия получила по одному месту в мужских и женских соревнованиях по маунтинбайку на основании Олимпийского квалификационного рейтинга UCI.
| Спортсмен            | Категория | Время    | Место |
| -------------------- | --------- | -------- | ----- |
| Улан Бастос Галински | Мужчины   | 1:30.55  | 21    |
| Райза Голан          | Женщины   | -2 КРУГА | 28    |

### BMX
BMX-Фристайл
Бразилия завоевала одно место в мужские соревнования по результатам Олимпийской квалификационной серии 2024 года.
| Спортсмен        | Категория | Квалификация | Квалификация | Квалификация | Квалификация | Финал   | Финал   | Финал       | Финал |
| Спортсмен        | Категория | 1 заезд      | 2 заезд      | Средний балл | Место        | 1 заезд | 2 заезд | Лучший балл | Место |
| ---------------- | --------- | ------------ | ------------ | ------------ | ------------ | ------- | ------- | ----------- | ----- |
| Густаво Оливейра | Мужчины   | 85,51        | 86,07        | 85,79        | 8 Q          | 90,20   | 88,20   | 90,20       | 6     |

BMX-гонки
Бразилия завоевала одно место на участие в женской BMX-гонке по результатам Панамериканского чемпионата по шоссейным велогонкам 2023 года в Панаме.
| Спортсмен  | Дисциплина | Четвертьфиналы | Четвертьфиналы | Утеш. заезд | Утеш. заезд | Полуфиналы            | Полуфиналы            | Финал                 | Финал                 |
| Спортсмен  | Дисциплина | Баллы          | Место          | Результат   | Место       | Баллы                 | Место                 | Результат             | Место                 |
| ---------- | ---------- | -------------- | -------------- | ----------- | ----------- | --------------------- | --------------------- | --------------------- | --------------------- |
| Паола Рейс | Женщины    | 16             | 15 q           | 2.14,343    | 7           | завершила выступление | завершила выступление | завершила выступление | завершила выступление |

## Волейбол
Женская и мужская волейбольные команды Бразилии отобрались для участия в олимпийских турнирах на квалификационных олимпийских турнирах.
| Команда  | Соревнование   | Групповая стадия | Групповая стадия | Групповая стадия | Групповая стадия | Четвертьфиналы                 | Полуфиналы            | Финал / За 3 место    | Финал / За 3 место    |
| Команда  | Соревнование   | Соперник Счёт    | Соперник Счёт    | Соперник Счёт    | Место            | Соперник Счёт                  | Соперник Счёт         | Соперник Счёт         | Место                 |
| -------- | -------------- | ---------------- | ---------------- | ---------------- | ---------------- | ------------------------------ | --------------------- | --------------------- | --------------------- |
| Бразилия | Мужской турнир | Италия П 1–3     | Польша П 2–3     | Египет В 3–0     | 3 Q              | США П 1–3                      | завершили выступление | завершили выступление | завершили выступление |
| Бразилия | Женский турнир | Кения В 3–0      | Япония В 3–0     | Польша В 3–0     | 1 Q              | Доминиканская Республика В 3–0 | США П 2–3             | Турция В 3–1          | 3                     |

### Мужской турнир
Состав команды
Состав команды был объявлен 7 июля 2024 года.
Тренер:  Бернардиньо
- Бруно Резенде (К) СВ
- Лукас Бергманн[англ.] ДО
- Адриану Шавьер[англ.] ДО
- Йоанди Леаль[англ.] ДО
- Исак Сантос[англ.] ЦБ
- Фернанду Крелинг[англ.] СВ
- Лукас Сааткамп ЦБ
- Талес Хосс[англ.] Л
- Рикардо Лукарелли ДО
- Алан Соуза[англ.] ДИ
- Флавио Гуальберто[англ.] ЦБ
- Дарлан Соуза[англ.] ДИ

Групповой этап
|             | Матчи | Матчи | Очки | Сеты | Сеты | Сеты  | Мячи | Мячи | Мячи  |
| В           | П     | В     | Очки | П    | В:П  | В     | П    | В:П  |       |
| ----------- | ----- | ----- | ---- | ---- | ---- | ----- | ---- | ---- | ----- |
| 1. Италия   | 3     | 0     | 9    | 9    | 2    | 4,500 | 269  | 224  | 1,201 |
| 2. Польша   | 2     | 1     | 5    | 7    | 5    | 1,400 | 260  | 256  | 1,016 |
| 3. Бразилия | 1     | 2     | 4    | 6    | 6    | 1,000 | 273  | 241  | 1,133 |
| 4. Египет   | 0     | 3     | 0    | 0    | 9    | 0,000 | 144  | 225  | 0,640 |

| 27 июля 13:00 (UTC+2) |

| Италия                                | 3:1  | Бразилия  |
| (25:23, 27:25, 18:25, 25:21) Отчёт P2 |      |           |
| Романо 20                             | Очки | 25 Дарлан |

| Париж, Paris Sud 1 Зрителей: 9485 Судьи: Владимир Симонович (Швейцария), Скотт Дзиевирз (Канада) |

| 31 июля 9:00 (UTC+2) |

| Польша                                       | 3:2  | Бразилия              |
| (22:25, 25:19, 19:25, 25:23, 15:12) Отчёт P2 |      |                       |
| Леон 26                                      | Очки | 18 Адриано, Лукарелли |

| Париж, Paris Sud 1 Зрителей: 9464 Судьи: Стефано Чезаре (Италия), Денни Сеспедес (Доминиканская Респ.) |

| 2 августа 13:00 (UTC+2) |

| Бразилия                       | 3:0  | Египет |
| (25:11, 25:13, 25:16) Отчёт P2 |      |        |
| Дарлан 15                      | Очки | 8 Исса |

| Париж, Paris Sud 1 Зрителей: 9407 Судьи: Скотт Дзиевирз (Канада), Ван Цзылин (Китай) |

Четвертьфиналы
| 5 августа 21:00 (UTC+2) |

| США                                   | 3:1  | Бразилия |
| (26:24, 28:30, 25:19, 25:19) Отчёт P2 |      |          |
| Андерсон 20                           | Очки | 16 Алан  |

| Париж, Paris Sud 1 Зрителей: 9346 Судьи: Владимир Симонович (Швейцария), Фабрис Колладос (Франция) |

### Женский турнир
Состав команды
Главный тренер: Зе Роберто, тренеры: Пауло Баррос, Вагнер Коппини Фернандес. 
Групповой этап
|             | Матчи | Матчи | Очки | Сеты | Сеты | Сеты  | Мячи | Мячи | Мячи  |
| В           | П     | В     | Очки | П    | В:П  | В     | П    | В:П  |       |
| ----------- | ----- | ----- | ---- | ---- | ---- | ----- | ---- | ---- | ----- |
| 1. Бразилия | 3     | 0     | 9    | 9    | 0    | max   | 238  | 165  | 1,442 |
| 2. Польша   | 2     | 1     | 6    | 6    | 4    | 1,500 | 244  | 230  | 1,061 |
| 3. Япония   | 1     | 2     | 3    | 4    | 6    | 0,667 | 226  | 224  | 1,009 |
| 4. Кения    | 0     | 3     | 0    | 0    | 9    | 0,000 | 136  | 225  | 0,604 |

| 29 июля 13:00 (UTC+2) |

| Бразилия                       | 3:0  | Кения   |
| (25:14, 25:13, 25:12) Отчёт P2 |      |         |
| Розамария, Карол 13            | Очки | 7 Овино |

| Париж, Paris Sud 1 Зрителей: 9275 Судьи: Ван Цзылин (Китай), Юрай Мокрый (Словакия) |

| 1 августа 13:00 (UTC+2) |

| Бразилия                       | 3:0  | Япония    |
| (25:20, 25:17, 25:18) Отчёт P2 |      |           |
| Габи 17                        | Очки | 10 Нисида |

| Париж, Paris Sud 1 Зрителей: 9410 Судьи: Эпаминондас Геронтодорос (Греция), Нурпер Озбар (Турция) |

| 4 августа 21:00 (UTC+2) |

| Бразилия                       | 3:0  | Польша    |
| (25:21, 38:36, 25:14) Отчёт P2 |      |           |
| Габи 21                        | Очки | 13 Стысяк |

| Париж, Paris Sud 1 Зрителей: 9505 Судьи: Фабрис Колладос (Франция), Денни Сеспедес (Доминиканская Респ.) |

Четвертьфиналы
| 6 августа 13:00 (UTC+2) |

| Бразилия                       | 3:0  | Доминиканская Республика |
| (25:22, 25:13, 25:17) Отчёт P2 |      |                          |
| Габи 20                        | Очки | 12 Пенья                 |

| Париж, Paris Sud 1 Зрителей: 9315 Судьи: Сумиэ Миои (Япония), Стефано Чезаре (Италия) |

Полуфиналы
| 8 августа 16:00 (UTC+2) |

| Бразилия                                     | 2:3  | США        |
| (23:25, 25:18, 15:25, 25:23, 11:15) Отчёт P2 |      |            |
| Ана Кристина 24                              | Очки | 26 Пламмер |

| Париж, Paris Sud 1 Зрителей: 9253 Судьи: Юрай Мокрый (Словакия), Карина Рене (Аргентина) |

Матч за 3 место
| 10 августа 17:15 (UTC+2) |

| Бразилия                              | 3:1  | Турция    |
| (25:21, 27:25, 22:25, 25:15) Отчёт P2 |      |           |
| Габи 28                               | Очки | 26 Варгас |

| Париж, Paris Sud 1 Зрителей: 9151 Судьи: Сумиэ Миои (Япония), Карина Рене (Аргентина) |

## Гандбол
Женская сборная Бразилии по гандболу отобралась для участия в олимпийском турнире благодаря победе на Панамериканских играх 2023 года в Сантьяго, Чили
| Команда  | Соревнование   | Групповая стадия | Групповая стадия | Групповая стадия | Групповая стадия   | Групповая стадия | Групповая стадия | Четвертьфиналы   | Полуфиналы            | Финал / За 3 место    | Финал / За 3 место    |
| Команда  | Соревнование   | Соперник Счёт    | Соперник Счёт    | Соперник Счёт    | Соперник Счёт      | Соперник Счёт    | Место            | Соперник Счёт    | Соперник Счёт         | Соперник Счёт         | Место                 |
| -------- | -------------- | ---------------- | ---------------- | ---------------- | ------------------ | ---------------- | ---------------- | ---------------- | --------------------- | --------------------- | --------------------- |
| Бразилия | Женский турнир | Испания В 29–18  | Венгрия П 24–25  | Франция П 20–26  | Нидерланды П 24–31 | Ангола В 30–19   | 4 Q              | Норвегия П 15–32 | завершили выступление | завершили выступление | завершили выступление |

### Женский турнир
Состав команды
Состав команды был объявлен 4 июля 2024 года.
Тренер:  Криштиану Роша
- Габриэла Морески[англ.] ГК
- Бруна де Паула[англ.] ЛП
- Мариана Фернандес[англ.] ЛП
- Тамирес Морена[англ.] Л
- Джессика Кинтино[англ.] ПК
- Ана Клаудия Больцан[англ.] ПК
- Ларисса Араужу[англ.] ПК
- Адриана Кардозу[англ.] ПК
- Самара Виейра[англ.] ЛП
- Джулия Гуариейро[англ.] ПП
- Габриэла Битолу[англ.] ПП
- Марсела Аруниан[англ.] Л
- Дженнифер Лопес[англ.] Р
- Патрисия Матиели[англ.] Р
- Келли Роза[англ.] ЛП
- Рената Арруда[англ.] ГК

Групповой этап
| Поз | Команда     | И | В | Н | П | МЗ  | МП  | РМ  | О  | Квалификация   |
| --- | ----------- | - | - | - | - | --- | --- | --- | -- | -------------- |
| 1   | Франция (Х) | 5 | 5 | 0 | 0 | 159 | 124 | +35 | 10 | Четвертьфиналы |
| 2   | Нидерланды  | 5 | 4 | 0 | 1 | 152 | 137 | +15 | 8  | Четвертьфиналы |
| 3   | Венгрия     | 5 | 2 | 1 | 2 | 137 | 140 | −3  | 5  | Четвертьфиналы |
| 4   | Бразилия    | 5 | 2 | 0 | 3 | 127 | 119 | +8  | 4  | Четвертьфиналы |
| 5   | Ангола      | 5 | 1 | 1 | 3 | 131 | 154 | −23 | 3  |                |
| 6   | Испания     | 5 | 0 | 0 | 5 | 111 | 143 | −32 | 0  |                |

| 25 июля 2024 14:00 | Испания | 18 : 29   | Бразилия               | Арена 6 Южный Париж, Париж Зрителей: 5765 Судьи: Куртагич, Веттервик (SWE) |
| 25 июля 2024 14:00 | Лопес 5 | (10 : 15) | Де Паула, Матиели по 6 | Арена 6 Южный Париж, Париж Зрителей: 5765 Судьи: Куртагич, Веттервик (SWE) |
| 25 июля 2024 14:00 | 5×      | протокол  | 5×                     | Арена 6 Южный Париж, Париж Зрителей: 5765 Судьи: Куртагич, Веттервик (SWE) |

| 28 июля 2024 09:00 | Бразилия        | 24 : 25   | Венгрия | Арена 6 Южный Париж, Париж Зрителей: 5819 Судьи: Клевен, Йёрум (NOR) |
| 28 июля 2024 09:00 | три игрока по 4 | (15 : 12) | Шимон 5 | Арена 6 Южный Париж, Париж Зрителей: 5819 Судьи: Клевен, Йёрум (NOR) |
| 28 июля 2024 09:00 | 3×              | протокол  | 3×      | Арена 6 Южный Париж, Париж Зрителей: 5819 Судьи: Клевен, Йёрум (NOR) |

| 30 июля 2024 19:00 | Франция | 26 : 20  | Бразилия   | Арена 6 Южный Париж, Париж Зрителей: 5724 Судьи: Кутлер, Мерц (GER) |
| 30 июля 2024 19:00 | Фоппа 7 | (14:11)  | де Паула 7 | Арена 6 Южный Париж, Париж Зрителей: 5724 Судьи: Кутлер, Мерц (GER) |
| 30 июля 2024 19:00 | 2×      | протокол | 3×         | Арена 6 Южный Париж, Париж Зрителей: 5724 Судьи: Кутлер, Мерц (GER) |

| 1 августа 2024 09:00 | Нидерланды     | 31 : 24  | Бразилия | Арена 6 Южный Париж, Париж Зрителей: 5653 Судьи: А. Конжичанин, Д. Конжичанин (Босния и Герцеговина) |
| 1 августа 2024 09:00 | ван Ветеринг 6 | (17:13)  | Битоло 7 | Арена 6 Южный Париж, Париж Зрителей: 5653 Судьи: А. Конжичанин, Д. Конжичанин (Босния и Герцеговина) |
| 1 августа 2024 09:00 | 1×             | протокол | 3× 1×    | Арена 6 Южный Париж, Париж Зрителей: 5653 Судьи: А. Конжичанин, Д. Конжичанин (Босния и Герцеговина) |

| 3 августа 2024 14:00 | Бразилия | 30 : 19  | Ангола    | Арена 6 Южный Париж, Париж Зрителей: 5801 Судьи: Лах, Сок (SLO) |
| 3 августа 2024 14:00 | Битоло 7 | (14:6)   | Паскуал 4 | Арена 6 Южный Париж, Париж Зрителей: 5801 Судьи: Лах, Сок (SLO) |
| 3 августа 2024 14:00 | 2× 1×    | протокол | 1× 2×     | Арена 6 Южный Париж, Париж Зрителей: 5801 Судьи: Лах, Сок (SLO) |

Четвертьфинал
| 6 августа 2024 21:30 | Норвегия  | 32 : 15  | Бразилия                 | Стадион «Пьер Моруа», Лилль Зрителей: 21 522 Судьи: Кютлер, Мерц (GER) |
| 6 августа 2024 21:30 | Якобсен 6 | (16:8)   | Де Паула, Гуариейро по 3 | Стадион «Пьер Моруа», Лилль Зрителей: 21 522 Судьи: Кютлер, Мерц (GER) |
| 6 августа 2024 21:30 | 2× 1×     | протокол | 1×                       | Стадион «Пьер Моруа», Лилль Зрителей: 21 522 Судьи: Кютлер, Мерц (GER) |

## Гимнастика спортивная
Бразильский гимнаст Диого Соареш завоевал право на участие в личном олимпийском турнире на Чемпионате мира по спортивной гимнастике 2023 года в Антверпене, Бельгия. Еще одно место в мужском турнире Бразилия получила как страна, занявшая в командных соревнованиях на чемпионате мира места с 10 по 12. Женская бразильская команда по результатам Чемпионата мира получила право на участие в командных соревнованиях и пять мест в личном многоборье.

### Мужчины
| Спортсмен     | Дисциплина          | Квалификация | Квалификация | Квалификация | Квалификация | Квалификация | Квалификация | Квалификация | Квалификация | Финал                | Финал                | Финал                | Финал                | Финал                | Финал                | Финал                | Финал                |
| Спортсмен     | Дисциплина          | Снаряды      | Снаряды      | Снаряды      | Снаряды      | Снаряды      | Снаряды      | Всего        | Место        | Снаряды              | Снаряды              | Снаряды              | Снаряды              | Снаряды              | Снаряды              | Всего                | Место                |
| Спортсмен     | Дисциплина          | В            | КН           | КО           | ОП           | ПБ           | П            | Всего        | Место        | В                    | КН                   | КО                   | ОП                   | ПБ                   | П                    | Всего                | Место                |
| ------------- | ------------------- | ------------ | ------------ | ------------ | ------------ | ------------ | ------------ | ------------ | ------------ | -------------------- | -------------------- | -------------------- | -------------------- | -------------------- | -------------------- | -------------------- | -------------------- |
| Диого Соареc  | Многоборье          | 13,100       | 13,600       | 13,033       | 14,200       | 13,933       | 14,133       | 81,999       | 19 Q         | 13,133               | 11,566               | 12,033               | 14,500               | 13,733               | 13,733               | 78,698               | 23                   |
| Диого Соареc  | Вольные упражнения  | 13,100       | —            | —            | —            | —            | —            | —            | 56           | завершил выступление | завершил выступление | завершил выступление | завершил выступление | завершил выступление | завершил выступление | завершил выступление | завершил выступление |
| Диого Соареc  | Конь                | —            | 13,600       | —            | —            | —            | —            | —            | 32           | завершил выступление | завершил выступление | завершил выступление | завершил выступление | завершил выступление | завершил выступление | завершил выступление | завершил выступление |
| Диого Соареc  | Кольца              | —            | —            | 13,033       | —            | —            | —            | —            | 44           | завершил выступление | завершил выступление | завершил выступление | завершил выступление | завершил выступление | завершил выступление | завершил выступление | завершил выступление |
| Диого Соареc  | Параллельные брусья | —            | —            | —            | —            | 13,933       | —            | —            | 43           | завершил выступление | завершил выступление | завершил выступление | завершил выступление | завершил выступление | завершил выступление | завершил выступление | завершил выступление |
| Диого Соареc  | Перекладина         | —            | —            | —            | —            | —            | 14,133       | —            | 12           | завершил выступление | завершил выступление | завершил выступление | завершил выступление | завершил выступление | завершил выступление | завершил выступление | завершил выступление |
| Артур Мариано | Перекладина         | —            | —            | —            | —            | —            | 12,900       | —            | 44           | завершил выступление | завершил выступление | завершил выступление | завершил выступление | завершил выступление | завершил выступление | завершил выступление | завершил выступление |

### Женщины
| Спортсмен        | Дисциплина          | Квалификация                      | Квалификация                      | Квалификация                      | Квалификация                      | Квалификация                      | Квалификация                      | Финал                 | Финал                 | Финал                 | Финал                 | Финал                 | Финал                 |
| Спортсмен        | Дисциплина          | Снаряды                           | Снаряды                           | Снаряды                           | Снаряды                           | Всего                             | Место                             | Снаряды               | Снаряды               | Снаряды               | Снаряды               | Всего                 | Место                 |
| Спортсмен        | Дисциплина          | ОП                                | РБ                                | Б                                 | В                                 | Всего                             | Место                             | ОП                    | РБ                    | Б                     | В                     | Всего                 | Место                 |
| ---------------- | ------------------- | --------------------------------- | --------------------------------- | --------------------------------- | --------------------------------- | --------------------------------- | --------------------------------- | --------------------- | --------------------- | --------------------- | --------------------- | --------------------- | --------------------- |
| Ребека Андраде   | Команды             | 14,900                            | 14,400                            | 14,500                            | 13,900                            | 57.700                            | 2 Q                               | 15,100                | 14,533                | 14,133                | 14,200                | —                     | —                     |
| Жаде Барбоза     | Команды             | 13.733                            | 12,733                            | 13,100                            | 13,500                            | 53,066                            | 20                                | 13,366                | —                     | —                     | —                     | —                     | —                     |
| Лорране Оливейра | Команды             | 12.900                            | 13,233                            | —                                 | —                                 | —                                 | —                                 | —                     | 13,000                | —                     | —                     | —                     | —                     |
| Флавия Сараива   | Команды             | 14,100                            | 13,800                            | 13,133                            | 13,166                            | 54,199                            | 11 Q                              | 13,900                | 13,666                | 13,433                | 13,533                | —                     | —                     |
| Жулия Соареc     | Команды             | —                                 | —                                 | 13,800                            | 13,500                            | —                                 | —                                 | —                     | —                     | 12,400                | 13,233                | —                     | —                     |
| Всего            | Команды             | 42,733                            | 41,433                            | 41,433                            | 40,900                            | 166.499                           | 4 Q                               | 41,665                | 42,665                | 41,199                | 39,965                | 164,497               | 3                     |
| Ребека Андраде   | Многоборье          | См. результаты командного турнира | См. результаты командного турнира | См. результаты командного турнира | См. результаты командного турнира | См. результаты командного турнира | См. результаты командного турнира | 15.100                | 14,666                | 14,133                | 14,033                | 57,932                | 2                     |
| Ребека Андраде   | Опорный прыжок      | 14,683                            | —                                 | —                                 | —                                 | —                                 | 2 Q                               | 14,966                | —                     | —                     | —                     | 14,966                | 2                     |
| Ребека Андраде   | Разновысокие брусья | —                                 | 14,400                            | —                                 | —                                 | —                                 | 10                                | завершила выступление | завершила выступление | завершила выступление | завершила выступление | завершила выступление | завершила выступление |
| Ребека Андраде   | Бревно              | —                                 | —                                 | 14,500                            | —                                 | —                                 | 3 Q                               | —                     | —                     | 13,933                | —                     | 13,933                | 4                     |
| Ребека Андраде   | Вольные упражнения  | —                                 | —                                 | —                                 | 13,900                            | —                                 | 2 Q                               | —                     | —                     | —                     | 14,166                | 14,166                | 1                     |
| Жаде Барбоза     | Разновысокие брусья | —                                 | 12,733                            | —                                 | —                                 | —                                 | 55                                | завершила выступление | завершила выступление | завершила выступление | завершила выступление | завершила выступление | завершила выступление |
| Жаде Барбоза     | Бревно              | —                                 | —                                 | 13,100                            | —                                 | —                                 | 34                                | завершила выступление | завершила выступление | завершила выступление | завершила выступление | завершила выступление | завершила выступление |
| Жаде Барбоза     | Вольные упражнения  | —                                 | —                                 | —                                 | 13,500                            | —                                 | 12                                | завершила выступление | завершила выступление | завершила выступление | завершила выступление | завершила выступление | завершила выступление |
| Лорране Оливейра | Разновысокие брусья | —                                 | 13,233                            | —                                 | —                                 | —                                 | 38                                | завершила выступление | завершила выступление | завершила выступление | завершила выступление | завершила выступление | завершила выступление |
| Флавия Сараива   | Многоборье          | См. результаты командного турнира | См. результаты командного турнира | См. результаты командного турнира | См. результаты командного турнира | См. результаты командного турнира | См. результаты командного турнира | 13,633                | 13,900                | 14,266                | 12,233                | 54,032                | 9                     |
| Флавия Сараива   | Разновысокие брусья | —                                 | 13,800                            | —                                 | —                                 | —                                 | 23                                | завершила выступление | завершила выступление | завершила выступление | завершила выступление | завершила выступление | завершила выступление |
| Флавия Сараива   | Бревно              | —                                 | —                                 | 13,133                            | —                                 | —                                 | 33                                | завершила выступление | завершила выступление | завершила выступление | завершила выступление | завершила выступление | завершила выступление |
| Флавия Сараива   | Вольные упражнения  | —                                 | —                                 | —                                 | 13,166                            | —                                 | 21                                | завершила выступление | завершила выступление | завершила выступление | завершила выступление | завершила выступление | завершила выступление |
| Жулия Соареc     | Бревно              | —                                 | —                                 | 13,800                            | —                                 | —                                 | 8 Q                               | —                     | —                     | 12,333                | —                     | 12,333                | 7                     |

## Гимнастика художественная
Бразилия получила право на участие в групповых соревнованиях и одно место на участие в личном турнире по результатам Чемпионата мира по художественной гимнастике 2023 года в Валенсии, Испания.
| Спортсменка      | Дисциплина | Квалификация | Квалификация | Квалификация | Квалификация | Квалификация | Квалификация | инал   | инал   | инал   | инал   | инал    | инал  |
| Спортсменка      | Дисциплина | Обруч        | Мяч          | Булавы       | Лента        | Всего        | Место        | Обруч  | Мяч    | Булавы | Лента  | Всего   | Место |
| ---------------- | ---------- | ------------ | ------------ | ------------ | ------------ | ------------ | ------------ | ------ | ------ | ------ | ------ | ------- | ----- |
| Барбара Домингос | Личное     | 34,750       | 33,100       | 30,200       | 31,700       | 129,750      | 8 Q          | 29,600 | 33,200 | 31,200 | 29,100 | 123,100 | 10    |

| Спортсменки                                                             | Дисциплина | Квалификация | Квалификация | Квалификация | Квалификация | Финал                 | Финал                 | Финал                 | Финал                 |
| Спортсменки                                                             | Дисциплина | 5 предм.     | 3+2 предм.   | Всего        | Место        | 5 предм.              | 3+2 предм.            | Всего                 | Место                 |
| ----------------------------------------------------------------------- | ---------- | ------------ | ------------ | ------------ | ------------ | --------------------- | --------------------- | --------------------- | --------------------- |
| Дуда Аракаки Дебора Медрадо Виктория Боржес София Перейра Николь Пирсио | Группы     | 35,950       | 24,950       | 60,900       | 9            | завершили выступление | завершили выступление | завершили выступление | завершили выступление |

## Гребля на байдарках и каноэ

### Гладкая вода
Бразилия завоевала одно место в мужские соревнования на каноэ-одиночке на Чемпионате мира по гребле на байдарках и каноэ в Дуйсбурге, Германия и по два места в мужские и женские соревнования на Панамериканской квалификационной регате 2024 года в Сарасоте, США. Еще одну лодку Бразилия получила возможность заявить благодаря квалификации гребца в другой дисциплине согласно правилам ICF.
Мужчины
| Спортсмен                   | Дисциплина               | Заезды  | Заезды | Четвертьфиналы | Четвертьфиналы | Полуфиналы           | Полуфиналы           | Финалы               | Финалы               |
| Спортсмен                   | Дисциплина               | Время   | Место  | Время          | Место          | Время                | Место                | Время                | Место                |
| --------------------------- | ------------------------ | ------- | ------ | -------------- | -------------- | -------------------- | -------------------- | -------------------- | -------------------- |
| Вагнер Соута                | Байдарка-одиночка 1000 м | 3.46,17 | 4 QF   | 3.50,72        | 6              | завершил выступление | завершил выступление | завершил выступление | завершил выступление |
| Изакиас Кейроc              | Каноэ-одиночка 1000 м    | 3.53,94 | 2 SF   | —              | —              | 3.44,80              | 2 FA                 | 3.44,33              | 2                    |
| Матеус Нунес Бастос         | Каноэ-одиночка 1000 м    | 3.52,60 | 3 QF   | 4.08,50        | 5              | завершил выступление | завершил выступление | завершил выступление | завершил выступление |
| Изакиас Кейроc Жаки Годманн | Каноэ-двойка 500 м       | 1.39,38 | 3 QF   | 1.38,78        | 1 SF           | 1.39,95              | 3 FA                 | 1.42,58              | 8                    |

Женщины
| Спортсмен          | Дисциплина              | Заезды  | Заезды | Четвертьфиналы | Четвертьфиналы | Полуфиналы | Полуфиналы | Финалы                | Финалы                |
| Спортсмен          | Дисциплина              | Время   | Место  | Время          | Место          | Время      | Место      | Время                 | Место                 |
| ------------------ | ----------------------- | ------- | ------ | -------------- | -------------- | ---------- | ---------- | --------------------- | --------------------- |
| Ана Паула Вергутс  | Байдарка-одиночка 500 м | 1.54,98 | 5 QF   | 1.56,09        | 5 SF           | 1.54,19    | 8          | завершила выступление | завершила выступление |
| Валденис Консейсао | Каноэ-одиночка 200 м    | 48,57   | 2 SF   | —              | —              | 46,46      | 5 FB       | 46,82                 | 13                    |

### Гребной слалом
Бразилия завоевала по одному месту в женские соревнования на байдарках и каноэ, а также автоматически в кросс на байдарках, на Чемпионате мира по гребному слалому в Лондоне, Великобритания. Еще по одному месту в мужские соревнования на байдарках и каноэ Бразилия получила по результатам Панамериканского квалификационного турнира 2024 года в Рио-де-Жанейро, Бразилия и в результате перераспределения квот соответственно. Также Бразилия автоматически получила право выставить по одной лодке в кроссе на байдарках у мужчин и женщин.
Мужчины
| Спортсмен       | Дисциплина        | Заезды    | Заезды | Заезды    | Заезды | Заезды       | Заезды | Полуфинал            | Полуфинал            | Финал                | Финал                |
| Спортсмен       | Дисциплина        | 1 попытка | Место  | 2 попытка | Место  | Лучшее время | Место  | Время                | Место                | Время                | Место                |
| --------------- | ----------------- | --------- | ------ | --------- | ------ | ------------ | ------ | -------------------- | -------------------- | -------------------- | -------------------- |
| Педро Гонсалвес | Байдарка-одиночка | 86,64     | 6      | 90,71     | 13     | 86,64        | 8 SF   | 147,09               | 20                   | завершил выступление | завершил выступление |
| Педро Гонсалвес | Каноэ-одиночка    | 111,07    | 18     | 154,48    | 19     | 111,07       | 18     | завершил выступление | завершил выступление | завершил выступление | завершил выступление |

Женщины
| Спортсмен  | Дисциплина        | Заезды    | Заезды | Заезды    | Заезды | Заезды       | Заезды | Полуфинал | Полуфинал | Финал  | Финал |
| Спортсмен  | Дисциплина        | 1 попытка | Место  | 2 попытка | Место  | Лучшее время | Место  | Время     | Место     | Время  | Место |
| ---------- | ----------------- | --------- | ------ | --------- | ------ | ------------ | ------ | --------- | --------- | ------ | ----- |
| Ана Сатила | Байдарка-одиночка | 98,83     | 12     | 96,88     | 12     | 96,88        | 14 SF  | 102,23    | 5 F       | 100,69 | 4     |
| Ана Сатила | Каноэ-одиночка    | 109,95    | 13     | 105,16    | 3      | 105,16       | 8 SF   | 109,88    | 5 F       | 112,70 | 5     |

Кросс на байдарках
| Спортсмен       | Категория | Квалиф. время | Место | 1 круг | Утеш. заезды | 2 круг | Четвертьфиналы       | Полуфиналы           | Финал                | Место |
| --------------- | --------- | ------------- | ----- | ------ | ------------ | ------ | -------------------- | -------------------- | -------------------- | ----- |
| Педро Гонсалвес | Мужчины   | 66,41         | 2     | 2 Q    | —            | 4      | завершил выступление | завершил выступление | завершил выступление | 27    |
| Ана Сатила      | Женщины   | 72,64         | 5     | 3 R    | 1 Q          | 2 Q    | 2 Q                  | 3 Q FB               | 4                    | 8     |

## Дзюдо
Германия получила по рейтингу IJF семь мест в мужских и шесть мест в женских соревнованиях, а также право выставить смешанную команду.
| Спортсмен          | Категория            | 1/16 финала                 | 1/8 финала                   | Четвертьфиналы                  | Полуфиналы                   | Утеш. поединки            | Финал / За 3 место                 | Финал / За 3 место    |                       |
| Спортсмен          | Категория            | Соперник Результат          | Соперник Результат           | Соперник Результат              | Соперник Результат           | Соперник Результат        | Соперник Результат                 | Место                 |                       |
| ------------------ | -------------------- | --------------------------- | ---------------------------- | ------------------------------- | ---------------------------- | ------------------------- | ---------------------------------- | --------------------- | --------------------- |
| Микел Аугусто      | Мужчины до 60 кг     | CRCСебастьян Санчо В 01–00  | JPNРюдзю Нагаяма П 00–10     | завершил выступление            | завершил выступление         | завершил выступление      | завершил выступление               | завершил выступление  |                       |
| Виллиан Лима       | Мужчины до 66 кг     | UZBСардор Нуриллаев В 01–00 | TKMСердар Рахимов В 10–00    | MGLЁндонпэрэнлэйн Басху В 01–00 | KAZГусман Кыргызбаев В 10–00 | —                         | BRAВиллиан Лима П 00–10            | 2                     |                       |
| Даниел Карнин      | Мужчины до 73 кг     | KOSАкил Гякова П 00–10      | завершил выступление         | завершил выступление            | завершил выступление         | завершил выступление      | завершил выступление               | завершил выступление  |                       |
| Гильерме Шимидт    | Мужчины до 81 кг     | MKDЭди Шерифовски В 10–00   | ITAАнтонио Эспозито П 00–01  | завершил выступление            | завершил выступление         | завершил выступление      | завершил выступление               | завершил выступление  |                       |
| Рафаэль Маседо     | Мужчины до 90 кг     | NEDНоэл Ван ’т Энд В 10–00  | ROUАлекс Крец В 10–00        | ESPТристан Мосаклишвили П 00–01 | —                            | KORХан Чжу Ёп В 11–00     | FRAМаксим-Гаэль Нгаяп Амбу П 00–10 | 5                     |                       |
| Леонардо Гонсалвеc | Мужчины до 100 кг    | UAEДжафар Костоев П 01–10   | завершил выступление         | завершил выступление            | завершил выступление         | завершил выступление      | завершил выступление               | завершил выступление  |                       |
| Рафаэл Силва       | Мужчины свыше 100 кг | AZEУшанги Кокаури П 00–10   | завершил выступление         | завершил выступление            | завершил выступление         | завершил выступление      | завершил выступление               | завершил выступление  |                       |
| Наташа Феррейра    | Женщины до 48 кг     | JPNНацуми Цунода П 00–11    | завершил выступление         | завершил выступление            | завершил выступление         | завершил выступление      | завершил выступление               | завершил выступление  |                       |
| Ларисса Пимента    | Женщины до 52 кг     | CPVДжамиля Силва В 10–00    | GBRЧелси Джайлс В 01–00      | FRAАмандин Бюшар П 00–01        | —                            | GERМаша Бальхаус} В 10–00 | ITAОдетте Джуффрида В 10–00        | 3                     |                       |
| Рафаэла Силва      | Женщины до 57 кг     | —                           | TKMМайса Пардаева В 10–00    | GEOЭтери Липартелиани В 10–00   | KORХо Ми Ми П 00–01          | —                         | JPNХарука Фунакубо П 00–10         | 5                     |                       |
| Кетлейн Квадрус    | Женщины до 63 кг     | ESPКристина Кабания В 10–00 | FRAКларисс Агбеньену П 00–01 | завершила выступление           | завершила выступление        | завершила выступление     | завершила выступление              | завершила выступление |                       |
| Майра Агиар        | Женщины до 78 кг     | —                           | ITAАличе Белланди П 00–01    | завершила выступление           | завершила выступление        | завершила выступление     | завершила выступление              | завершила выступление | завершила выступление |
| Беатрис Соуза      | Женщины свыше 78 кг  | —                           | NCAИсайяна Маренко В 10–00   | KORКим Ха Юн В 01–00            | FRAРомана Дикко В 10–00      | —                         | ISRРаз Гершко В 01–00              | 1                     |                       |

Смешанные команды
| Спортсмен | Дисциплина        | 1/16 финала        | 1/8 финала         | Четвертьфиналы     | Полуфиналы         | Утеш. поединки     | Финал/За 3 место   | Финал/За 3 место |
| Спортсмен | Дисциплина        | Соперник Результат | Соперник Результат | Соперник Результат | Соперник Результат | Соперник Результат | Соперник Результат | Место            |
| --- | ----------------- | ------------------ | ------------------ | ------------------ | ------------------ | ------------------ | ------------------ | ---------------- |
| Виллиан Лима Даниел Карнин Гильерме Шимидт Рафаэль Маседо Леонардо Гонсалвеc Рафаэл Силва Ларисса Пимента Рафаэла Силва Кетлейн Квадрус Беатрис Соуза | Смешанные команды | —                  | Казахстан · В 4–2  | Германия · П 3–4   | —                  | Сербия · В 4–1     | Италия · В 4–3     | 3                |

## Конный спорт
Бразилия завоевала максимально возможное количество мест в олимпийских соревнованиямх по конкуру и троеборью, получив право выставить команду из трех человек и трех участников в личных соревнованиях. Команда по конкуру квалифицировалась через Финал Кубка Наций по конкуру 2023 года в Барселоне, Испания. Команда по троеборью квалифицировалась через Панамериканские игры 2023 года в Чили, где они завоевали второе место в выездке и третье в троеборье. В выездке Бразилия также первоначально получила через Панамериканские игры максимальную квоту, но не смогла предоставить сертификат соответствия требованиям НОК к 31 декабря 2023 года, в результате чего ее квота в командных соревнованиях была перераспределена, а Бразилия получила одно место в личных соревнованиях по рейтингу FEI.

### Выездка
| Спортсмен  | Лошадь       | Дисциплина    | Гран При | Гран При | Специальный Гран При | Специальный Гран При | Произвольный Гран При | Произвольный Гран При |                      |
| Спортсмен  | Лошадь       | Дисциплина    | Баллы    | Место    | Баллы                | Место                | Баллы                 | Место                 |                      |
| ---------- | ------------ | ------------- | -------- | -------- | -------------------- | -------------------- | --------------------- | --------------------- | -------------------- |
| Жоао Олива | Feel Good VO | Личный турнир | 70,093   | 33       | —                    | —                    | завершил выступление  | завершил выступление  | завершил выступление |

### Троеборье
| Спортсмен                                          | Лошадь                    | Дисциплина       | Выездка | Выездка | Кросс | Кросс  | Кросс | Конкур       | Конкур       | Конкур       | Конкур               | Конкур               | Конкур               | Всего  | Всего |
| Спортсмен                                          | Лошадь                    | Дисциплина       | Выездка | Выездка | Кросс | Кросс  | Кросс | Квалификация | Квалификация | Квалификация | Финал                | Финал                | Финал                | Всего  | Всего |
| Штраф                                              | Место                     | Штраф            | Всего   | Место   | Штраф | Всего  | Место | Штраф        | Всего        | Место        | Штраф                | Всего                | Место                | Всего  | Место |
| -------------------------------------------------- | ------------------------- | ---------------- | ------- | ------- | ----- | ------ | ----- | ------------ | ------------ | ------------ | -------------------- | -------------------- | -------------------- | ------ | ----- |
| Марсио Жорже                                       | Castle Howard Casanova    | Личный турнир    | 33,30   | =33     | 42,40 | 75,70  | 52    | 4,00         | 79,70        | 44           | завершил выступление | завершил выступление | завершил выступление | 79,70  | 44    |
| Рафаэл Лоcано                                      | Withington                | Личный турнир    | 32,40   | =30     | 9,20  | 41,60  | =30   | 8,80         | 50,40        | 29           | завершил выступление | завершил выступление | завершил выступление | 50,40  | 29    |
| Карлос Паро                                        | Safira                    | Личный турнир    | 37,70   | =51     | 22,40 | 60,10  | 42    | Отказ        | Отказ        | Отказ        | Отказ                | Отказ                | Отказ                | Отказ  | Отказ |
| Марсио Жорже Рафаэл Лоcано Карлос Паро Руй Фонсека | См. выше Ballypatrick SRS | Командный турнир | 103,40  | 12      | 74,00 | 177,40 | 12    | 17,20        | 214,60       | 12           | —                    | —                    | —                    | 214,60 | 12    |

### Конкур
| Спортсмен                               | Лошадь                                                             | Дисциплина       | Квалификация | Квалификация | Квалификация | Финал                 | Финал                 | Финал                 | Перепрыжка            | Перепрыжка            | Перепрыжка            |
| Спортсмен                               | Лошадь                                                             | Дисциплина       | Штраф        | Время        | Место        | Штраф                 | Время                 | Место                 | Штраф                 | Время                 | Место                 |
| --------------------------------------- | ------------------------------------------------------------------ | ---------------- | ------------ | ------------ | ------------ | --------------------- | --------------------- | --------------------- | --------------------- | --------------------- | --------------------- |
| Стефан Барша                            | Chevaux Primavera Montana Império Egípcio                          | Личный турнир    | 0,00         | 76,03        | 13 Q         | 4,00                  | 80,07                 | 5                     | завершил выступление  | завершил выступление  | завершил выступление  |
| Юри Мансур                              | Miss Blue                                                          | Личный турнир    | 19,00        | 93,37        | 62           | завершил выступление  | завершил выступление  | завершил выступление  | завершил выступление  | завершил выступление  | завершил выступление  |
| Родриго Пессоа                          | Major Tom                                                          | Личный турнир    | 0,00         | 77,03        | 17 Q         | Сошел                 | Сошел                 | Сошел                 | завершил выступление  | завершил выступление  | завершил выступление  |
| Стефан Барша Родриго Пессоа Педро Венис | Chevaux Primavera Montana Império Egípcio Major Tom Nimrod de Muze | Командный турнир | DSQ          | DSQ          | DSQ          | завершили выступление | завершили выступление | завершили выступление | завершили выступление | завершили выступление | завершили выступление |

## Легкая атлетика
Бразильские легкоатлеты выполнили нормативы для участия в Играх 2024 года, пройдя прямую квалификацию или по мировому рейтингу, в следующих соревнованиях (максимум по 3 спортсмена в каждом):
Беговые дисциплины
Мужчины
| Спортсмен                                                     | Дисциплина            | Забеги    | Забеги | Утеш. забеги | Утеш. забеги | Полуфиналы           | Полуфиналы           | Финал                 | Финал                 |
| Спортсмен                                                     | Дисциплина            | Результат | Место  | Результат    | Место        | Результат            | Место                | Результат             | Место                 |
| ------------------------------------------------------------- | --------------------- | --------- | ------ | ------------ | ------------ | -------------------- | -------------------- | --------------------- | --------------------- |
| Эрик Кардозо                                                  | 100 м                 | 10,35     | 6      | —            | —            | завершил выступление | завершил выступление | завершил выступление  | завершил выступление  |
| Фелипе Барди                                                  | 100 м                 | 10,18     | 4      | —            | —            | завершил выступление | завершил выступление | завершил выступление  | завершил выступление  |
| Паулу Андре де Оливейра                                       | 100 м                 | 10,46     | 8      | —            | —            | завершил выступление | завершил выступление | завершил выступление  | завершил выступление  |
| Ренан Галлина                                                 | 200 м                 | 20,41     | 3 Q    | —            | —            | 20,60                | 6                    | завершил выступление  | завершил выступление  |
| Лукас Карвалью                                                | 400 м                 | 45,85     | 7 R    | 46,24        | 3            | завершил выступление | завершил выступление | завершил выступление  | завершил выступление  |
| Эдуардо Родригес                                              | 110 м с/б             | 13,37     | 3 Q    | —            | —            | 13,43                | 6                    | завершил выступление  | завершил выступление  |
| Рафаэль Перейра                                               | 110 м с/б             | 13,47     | 6 R    | 13,54        | 1 Q          | 13,87                | 8                    | завершил выступление  | завершил выступление  |
| Матеус Лима                                                   | 400 м с/б             | 48,90     | 2 Q    | —            | —            | 49,08                | 4                    | завершил выступление  | завершил выступление  |
| Алисон Дос Сантос                                             | 400 м с/б             | 48,75     | 3 Q    | —            | —            | 47,95                | 3 q                  | 47,26                 | 3                     |
| Кайо Бонфим                                                   | Ходьба 20 км          | —         | —      | —            | —            | —                    | —                    | 1:19.09               | 2                     |
| Матеус Корреа                                                 | Ходьба 20 км          | —         | —      | —            | —            | —                    | —                    | 1:24.25               | 39                    |
| Макс Батиста Гонсалвеш                                        | Ходьба 20 км          | —         | —      | —            | —            | —                    | —                    | 1:22.16               | 28                    |
| Габриэл Сантос Гарсия Фелипе Барди Эрик Кардозо Ренан Галлина | Эстафета 4×100 метров | 38,73     | 6      | —            | —            | —                    | —                    | завершили выступление | завершили выступление |
| Лукас Карвалью Лукас Вилар] Дуглас Эрнандес Матеус Лима       | Эстафета 4×400 метров | 3.00,95   | 5      | —            | —            | —                    | —                    | завершили выступление | завершили выступление |

Женщины
| Спортсмен               | Дисциплина   | Забеги    | Забеги | Утеш. забеги | Утеш. забеги | Полуфиналы            | Полуфиналы            | Финал                 | Финал                 |
| Спортсмен               | Дисциплина   | Результат | Место  | Результат    | Место        | Результат             | Место                 | Результат             | Место                 |
| ----------------------- | ------------ | --------- | ------ | ------------ | ------------ | --------------------- | --------------------- | --------------------- | --------------------- |
| Витория Кристина Роса   | 100 м        | 12,02     | 8      | —            | —            | завершила выступление | завершила выступление | завершила выступление | завершила выступление |
| Ана Каролина Азеведо    | 100 м        | 11,32     | 4      | —            | —            | завершила выступление | завершила выступление | завершила выступление | завершила выступление |
| Ана Каролина Азеведо    | 200 м        | 23,37     | 8 R    | 23,44        | 6            | завершила выступление | завершила выступление | завершила выступление | завершила выступление |
| Лоррейн Мартинс         | 200 м        | 23,68     | 8 R    | 23,82        | 6            | завершила выступление | завершила выступление | завершила выступление | завершила выступление |
| Тиффани Маринью         | 400 м        | 52,62     | 5 R    | 52,32        | 6            | завершила выступление | завершила выступление | завершила выступление | завершила выступление |
| Флавия Мария де Лима    | 800 м        | 2.00,73   | 6 R    | 2.01,64      | 5            | завершила выступление | завершила выступление | завершила выступление | завершила выступление |
| Шайен да Силва          | 400 м с/б    | 56,52     | 7 R    | 56,56        | 7            | завершила выступление | завершила выступление | завершила выступление | завершила выступление |
| Татиане Ракель да Силва | 3000 м с/пр  | 9.33,96   | 10     | —            | —            | —                     | —                     | завершила выступление | завершила выступление |
| Эрика де Сена           | Ходьба 20 км | —         | —      | —            | —            | —                     | —                     | 1:29.32               | 13                    |
| Вивиан Лира             | Ходьба 20 км | —         | —      | —            | —            | —                     | —                     | 1:30.31               | 18                    |
| Габриэла де Соуза       | Ходьба 20 км | 1:35.50   | 36     |              |              |                       |                       |                       |                       |

Микст
| Спортсмен               | Дисциплина      | Финал     | Финал |
| Спортсмен               | Дисциплина      | Результат | Место |
| ----------------------- | --------------- | --------- | ----- |
| Кайо Бонфим Вивиан Лира | Ходьба эстафета | 2:54.08   | 7     |

Технические дисциплины
Мужчины
| Спортсмен              | Дисциплина      | Квалификация | Квалификация | Финал                | Финал                |
| Спортсмен              | Дисциплина      | Результат    | Место        | Результат            | Место                |
| ---------------------- | --------------- | ------------ | ------------ | -------------------- | -------------------- |
| Фернандо Феррейра      | Прыжки в высоту | 2,20         | 7            | завершил выступление | завершил выступление |
| Лукас дос Сантос       | Прыжки в длину  | NM           | NM           | завершил выступление | завершил выступление |
| Алмир Кунья дос Сантос | Тройной прыжок  | 17,06        | 5 q          | 16,41                | 11                   |
| Веллингтон Мораис      | Толкание ядра   | NM           | NM           | завершил выступление | завершил выступление |
| Луис Маурисио да Силва | Метание копья   | 85,91 AR     | 6 Q          | 80,67                | 11                   |
| Педро Энрике Родригес  | Метание копья   | 79,46        | 19           | завершил выступление | завершил выступление |

Женщины
| Спортсмен           | Дисциплина      | Квалификация | Квалификация | Финал                 | Финал                 |
| Спортсмен           | Дисциплина      | Результат    | Место        | Результат             | Место                 |
| ------------------- | --------------- | ------------ | ------------ | --------------------- | --------------------- |
| Валдилейя Мартинс   | Прыжки в высоту | 1,92 NR      | 11 Q         | NM                    | NM                    |
| Жулиана Кампос      | Прыжки с шестом | 4,40         | 21           | завершила выступление | завершила выступление |
| Элиана Мартинс      | Прыжки в длину  | 6,36         | 23           | завершила выступление | завершила выступление |
| Лиссандра Кампос    | Прыжки в длину  | 6,02         | 31           | завершила выступление | завершила выступление |
| Габриэла дос Сантос | Тройной прыжок  | 13,63        | 23           | завершила выступление | завершила выступление |
| Ана Каролина Силва  | Толкание ядра   | 17,09        | 23           | завершила выступление | завершила выступление |
| Ливия Аванчини      | Толкание ядра   | 16,26        | 29           | завершила выступление | завершила выступление |
| Изабела да Силва    | Метание диска   | 61,68        | 17           | завершила выступление | завершила выступление |
| Андресса де Мораис  | Метание диска   | 59,43        | 26           | завершила выступление | завершила выступление |
| Жусилене де Лима    | Метание копья   | 57,56        | 28           | завершила выступление | завершила выступление |

Комбинированные дисциплины – Десятиборье
| Спортсмен              | Вид       | 100 м | ДЛ   | ЯД    | ВЫ   | 400 м | 110 с/б | ДИ    | ШЕ   | КО    | 1500 м  | Сумма | Место |
| ---------------------- | --------- | ----- | ---- | ----- | ---- | ----- | ------- | ----- | ---- | ----- | ------- | ----- | ----- |
| Жозе Фернандо Феррейра | Результат | 10,66 | 7,24 | 13,97 | 1,93 | 48,78 | 14,00   | 42,86 | 4,80 | 70,58 | 4.49,73 | 8213  | 14    |
| Жозе Фернандо Феррейра | Баллы     | 938   | 871  | 727   | 740  | 872   | 975     | 723   | 849  | 898   | 620     | 8213  | 14    |

## Настольный теннис
Бразилия завоевала максимально возможное количество квот для участия в олимпийском турнире по настольному теннису. Мужская и женская команды завоевали право на участие в командных турнирах и по два места в личных турнирах на 
Панамериканском чемпионате по настольному теннису 2023 года в Гаване, Куба. Пара в миксте отобралась через Панамериканские игры 2023 года в Сантьяго, Чили.
| Спортсмен                                      | Дисциплина      | 1/32 финала           | 1/16 финала              | 1/8 финала                        | Четвертьфиналы        | Полуфиналы               | Финал / За 3 место     | Финал / За 3 место    |
| Спортсмен                                      | Дисциплина      | Соперник Результат    | Соперник Результат       | Соперник Результат                | Соперник Результат    | Соперник Результат       | Соперник Результат     | Место                 |
| ---------------------------------------------- | --------------- | --------------------- | ------------------------ | --------------------------------- | --------------------- | ------------------------ | ---------------------- | --------------------- |
| Уго Кальдерано                                 | Мужчины личное  | CUBАнди Перейра В 4–0 | ESPАльваро Роблес В 4–2  | FRAАлексис Лебрен В 4–1           | KORЧан У Джин В 4–0   | SWEТрульс Мёрегорд П 2–4 | FRAФеликс Лебрен П 0–4 | 4                     |
| Витор Иcий                                     | Мужчины личное  | AUSНиколас Лум В 4–0  | GERДмитрий Овчаров П 1–4 | завершил выступление              | завершил выступление  | завершил выступление     | завершил выступление   | завершил выступление  |
| Уго Кальдерано Витор Иcий Гильермо Теодоро     | Мужчины команды | —                     | —                        | Португалия · В 3–1                | Франция · П 0–3       | завершили выступление    | завершили выступление  | завершили выступление |
| Бруна Такахаси                                 | Женщины личное  | NGRОффионг Эдем В 4–0 | USAЛили Чанг П 2–4       | завершила выступление             | завершила выступление | завершила выступление    | завершила выступление  | завершила выступление |
| Жиулия Такахаси                                | Женщины личное  | CHNСунь Инша П 0–4    | завершила выступление    | завершила выступление             | завершила выступление | завершила выступление    | завершила выступление  | завершила выступление |
| Бруна Такахаси Жиулия Такахаси Бруна Александр | Женщины команды | —                     | —                        | Республика Корея · П 1–3          | завершили выступление | завершили выступление    | завершили выступление  | завершили выступление |
| Витор Иcий Бруна Такахаси                      | Микст пары      | —                     | —                        | ESPАльваро Роблес Мария Сяо П 2–4 | завершили выступление | завершили выступление    | завершили выступление  | завершили выступление |

## Парусный спорт
Бразилия завоевала право выставить по одной лодке (яхте) в нижеследующих классах судов по результатам Чемпионата мира по парусному спорту 2023 года в Гааге, Нидерланды, Панамериканских играх 2023 года в Чили, Чемпионата мира в классах ILCA 6 и ILCA7 2024 года и регаты «Последний шанс» 2024 года в Йере, Франция.
Гонки с выбыванием
| Спортсмен    | Дисциплина           | Открытые серии | Открытые серии | Открытые серии | Открытые серии | Открытые серии | Открытые серии | Открытые серии | Открытые серии | Открытые серии | Открытые серии | Открытые серии | Открытые серии | Открытые серии | Открытые серии | Открытые серии | Открытые серии | Открытые серии | Открытые серии | 1/4 финала           | Полуфинал            | Полуфинал            | Полуфинал            | Полуфинал            | Полуфинал            | Полуфинал            | Полуфинал            | Полуфинал            | Финал                | Финал                | Финал                | Финал                | Финал                | Финал                | Финал                | Финал                |
| Спортсмен    | Дисциплина           | 1              | 2              | 3              | 4              | 5              | 6              | 7              | 8              | 9              | 10             | 11             | 12             | 13             | 14             | 15             | 16             | Сумма          | Место          | Место                | 1                    | 2                    | 3                    | 4                    | 5                    | 6                    | Всего побед          | Место                | 1                    | 2                    | 3                    | 4                    | 5                    | 6                    | Всего побед          | Место                |
| ------------ | -------------------- | -------------- | -------------- | -------------- | -------------- | -------------- | -------------- | -------------- | -------------- | -------------- | -------------- | -------------- | -------------- | -------------- | -------------- | -------------- | -------------- | -------------- | -------------- | -------------------- | -------------------- | -------------------- | -------------------- | -------------------- | -------------------- | -------------------- | -------------------- | -------------------- | -------------------- | -------------------- | -------------------- | -------------------- | -------------------- | -------------------- | -------------------- | -------------------- |
| Матеуш Исаак | Мужчины IQFoil       | 25 BFD         | 2              | 14             | 8              | 13             | 15             | 16             | 18             | 15             | 8              | 19             | 16             | 5              | —              | —              | —              | 130            | 16             | завершил выступление | завершил выступление | завершил выступление | завершил выступление | завершил выступление | завершил выступление | завершил выступление | завершил выступление | завершил выступление | завершил выступление | завершил выступление | завершил выступление | завершил выступление | завершил выступление | завершил выступление | завершил выступление | завершил выступление |
| Бруно Лобо   | Мужчины Формула Кайт | 3              | 7              | 10             | 4              | 15             | 9              | 5              | отменены       | отменены       | отменены       | отменены       | отменены       | отменены       | отменены       | отменены       | отменены       | 28             | 7 SF           | —                    | 1                    | 3                    | —                    | —                    | —                    | —                    | 1                    | 3                    | завершил выступление | завершил выступление | завершил выступление | завершил выступление | завершил выступление | завершил выступление | завершил выступление | 7                    |

Медальные гонки
| Спортсмен                   | Дисциплина      | Гонка | Гонка | Гонка | Гонка | Гонка | Гонка | Гонка  | Гонка | Гонка    | Гонка    | Гонка | Гонка | Гонка | Баллы | Место |
| Спортсмен                   | Дисциплина      | 1     | 2     | 3     | 4     | 5     | 6     | 7      | 8     | 9        | 10       | 11    | 12    | M*    | Баллы | Место |
| --------------------------- | --------------- | ----- | ----- | ----- | ----- | ----- | ----- | ------ | ----- | -------- | -------- | ----- | ----- | ----- | ----- | ----- |
| Бруно Фонтес                | Мужчины ILCA 7  | 31    | 31    | 6     | 30    | 32    | 34    | 25     | 6     | отменены | отменены | —     | —     | EL    | 161   | 28    |
| Марко Граэл Габриэл Симойнш | Мужчины 49-й    | 21    | 14    | 16    | 20    | 16    | 18    | 9      | 10    | 16       | 12       | 19    | 16    | EL    | 166   | 19    |
| Габриэла Кидд               | Женщины ILCA 6  | 15    | 6     | 15    | 34    | 23    | 30    | 44 BFD | 34    | 41       | отменена | —     | —     | EL    | 198   | 33    |
| Мартине Граэл Кахена Кунце  | Женщины 49-й FX | 13    | 5     | 6     | 21    | 19    | 12    | 10     | 9     | 13       | 4        | 9     | 2     | 10    | 112   | 8     |
| Энрике Хаддад Изабель Сван  | Микст 470       | 12    | 12    | 10    | 12    | 9     | 8     | 13     | 1     | отменены | отменены | —     | —     | 20    | 84    | 10    |
| Жоао Сиемсен Марина Арндт   | Микст Накра 17  | 14    | 10    | 11    | 11    | 5     | 11    | 5      | 14    | 7        | 8        | 13    | 14    | 6     | 115   | 10    |

M = Медальная гонка; EL = Выбыл – не участвовал в медальной гонке

## Плавание
Бразильские пловцы выполнили требования для участия в нижеследующих дисциплинах плавательного турнира Олимпиады (максимум два пловца, выполнивших Олимпийский квалификационный норматив (OST) или, возможно, Олимпийский рассматриваемый норматив (OCT)). 
Бразильская конфедерация водных видов спорта опубликовала свои олимпийские квалификационные критерии в ноябре 2023 года. Национальный отбор в 2024 году будет основным соревнованием для получения допуска на Игры; чтобы обеспечить участие в олимпийской сборной, пловцы должны финишировать в числе двух лучших на внутренних соревнованиях. Однако участие отдельных спортсменов Бразилия подтвердила на основе времени, показанного на чемпионатах мира по водным видам спорта.
Мужчины
| Спортсмен                                                     | Дисциплина              | Заплывы | Заплывы | Полуфиналы           | Полуфиналы           | Финал                 | Финал                 |
| Спортсмен                                                     | Дисциплина              | Время   | Место   | Время                | Место                | Время                 | Место                 |
| ------------------------------------------------------------- | ----------------------- | ------- | ------- | -------------------- | -------------------- | --------------------- | --------------------- |
| Гильерме Карибе                                               | 50 м вольный стиль      | 22,31   | =33     | завершил выступление | завершил выступление | завершил выступление  | завершил выступление  |
| Гильерме Карибе                                               | 100 м вольный стиль     | 48,35   | 12 Q    | 48,03                | 10                   | завершил выступление  | завершил выступление  |
| Марсело Кьеригини                                             | 100 м вольный стиль     | 49,38   | 35      | завершил выступление | завершил выступление | завершил выступление  | завершил выступление  |
| Гильерме Коста                                                | 200 м вольный стиль     | DNS     | DNS     | завершил выступление | завершил выступление | завершил выступление  | завершил выступление  |
| Гильерме Коста                                                | 400 м вольный стиль     | 3.44,23 | 2 Q     | —                    | —                    | 3.42,76 AM            | 5                     |
| Гильерме Коста                                                | 800 м вольный стиль     | 7.54,41 | 20      | —                    | —                    | завершил выступление  | завершил выступление  |
| Гильерме Коста                                                | 10 км открытая вода     | —       | —       | —                    | —                    | DNF                   | DNF                   |
| Эдуардо Мораес                                                | 400 м вольный стиль     | 3.51,74 | 28      | —                    | —                    | завершил выступление  | завершил выступление  |
| Кайки Мота                                                    | 100 м баттерфляй        | 52,11   | 22      | завершил выступление | завершил выступление | завершил выступление  | завершил выступление  |
| Николас Альбиеро                                              | 200 м баттерфляй        | 1.56,49 | 18      | завершил выступление | завершил выступление | завершил выступление  | завершил выступление  |
| Гильерме Карибе Марсело Кьеригини Габриэл Сантос Брено Коррея | 4 × 100 м вольный стиль | 3.14,22 | 10      | —                    | —                    | завершили выступление | завершили выступление |
| Мурило Сартори Фернандо Шеффер Эдуардо Мораес Гильерме Коста  | 4 × 200 м вольный стиль | 7.10,26 | 12      | —                    | —                    | завершили выступление | завершили выступление |

Женщины
| Спортсмен                                                                      | Дисциплина              | Заплывы  | Заплывы | Полуфиналы | Полуфиналы | Финал                 | Финал                 |
| Спортсмен                                                                      | Дисциплина              | Время    | Место   | Время      | Место      | Время                 | Место                 |
| ------------------------------------------------------------------------------ | ----------------------- | -------- | ------- | ---------- | ---------- | --------------------- | --------------------- |
| Мария Фернанда Коста                                                           | 200 м вольный стиль     | 1.56,65  | 8 Q     | 1.56,89    | 11         | завершила выступление | завершила выступление |
| Мария Фернанда Коста                                                           | 400 м вольный стиль     | 4.03,47  | 7 Q     | —          | —          | 4.03,53               | 7                     |
| Мария Фернанда Коста                                                           | 800 м вольный стиль     | 8.32,20  | 10      | —          | —          | завершила выступление | завершила выступление |
| Габриэль Ронкатто                                                              | 400 м вольный стиль     | 4.10,46  | 16      | —          | —          | завершила выступление | завершила выступление |
| Беатрис Дизотти                                                                | 1500 м вольный стиль    | 16.05,40 | 7 Q     | —          | —          | 16.02,86              | 7                     |
| Ана Каролина Виейра Стефани Балдуччини Джиована Рейс Мария Паула Хейтманн      | 4 × 100 м вольный стиль | 3.40,60  | 12      | —          | —          | завершили выступление | завершили выступление |
| Мария Фернанда Коста Стефани Балдуччини Мария Паула Хейтманн Габриэль Ронкатто | 4 × 200 м вольный стиль | 7.52,81  | 5 Q     | —          | —          | 7.52,90               | 7                     |
| Ана Марсела Кунья                                                              | 10 км открытая вода     | —        | —       | —          | —          | 2:04.15,7             | 4                     |
| Вивиане Жунгблут                                                               | 10 км открытая вода     | —        | —       | —          | —          | 2:06.15,8             | 11                    |

Микст
| Спортсмен                                                              | Дисциплина                | Заплывы | Заплывы | Финал                 | Финал                 |
| Спортсмен                                                              | Дисциплина                | Время   | Место   | Время                 | Место                 |
| ---------------------------------------------------------------------- | ------------------------- | ------- | ------- | --------------------- | --------------------- |
| Гильерме Бассето Габриэль Ронкатто Николас Альбиеро Стефани Балдуччини | 4 × 100 м комбинированная | 3.57,27 | 16      | завершили выступление | завершили выступление |

## Пляжный волейбол
Бразилия получила по две квоты на участие в мужском и женском олимпийских турнирах по пляжному волейболу на основании Олимпийского рейтинга FIVB.
| Спортсмены                              | Категория | Групповой этап                                          | Групповой этап                                                   | Групповой этап                                              | Групповой этап | 1/8 финала                                                 | Четвертьфиналы                                             | Полуфиналы                                           | Финал / Матч за 3 место                                                 | Место |
| Спортсмены                              | Категория | Соперник Счёт                                           | Соперник Счёт                                                    | Соперник Счёт                                               | Место          | Соперник Счёт                                              | Соперник Счёт                                              | Соперник Счёт                                        | Соперник Счёт                                                           | Место |
| --------------------------------------- | --------- | ------------------------------------------------------- | ---------------------------------------------------------------- | ----------------------------------------------------------- | -------------- | ---------------------------------------------------------- | ---------------------------------------------------------- | ---------------------------------------------------- | ----------------------------------------------------------------------- | ----- |
| Джордж Вандерлей Андре Штейн            | Мужчины   | Мохамед Абиша / Зухейр эль Грауи (MAR) В (21–18, 21–10) | Хорхе Алайо / Нослен Диас (CUB) П (13–21, 18–21)                 | Майлз Партейн / Эндрю Бенеш (USA) П (17–21, 21–14, 8–15)    | 3 Q            | Нильс Элерс / Клеменс Виклер (GER) П (16–21, 17–21)        | завершили выступление                                      | завершили выступление                                | завершили выступление                                                   | =9    |
| Эвандро Оливейра Артур Ланси            | Мужчины   | Юлиан Хёрл / Александер Хорст (AUT) В (21–18, 21–19)    | Дэниел Диринг / Сэм Шахтер (CAN) В (21–13, 21–16)                | Ондрей Перушич / Давид Швайнер (CZE) В (21–18, 21–16)       | 1 Q            | Мэттью Иммерс / Стевен ван де Велде (NED) В (21–16, 21–16) | Давид Оман / Йонатан Хельвиг (SWE) П (17–21, 16–21)        | завершили выступление                                | завершили выступление                                                   | =5    |
| Эдуарда Лижбоа Ана Патрисия Рамос       | Женщины   | Марва Абдельхади / Доаа Элгобаши (EGY) В (21–14, 21–19) | Лилиана Фернандес / Паула Сория Гутьеррес (ESP) В (21–12, 21–13) | Валентина Готтарди / Марта Менегатти (ITA) В (21–17, 21–10) | 1 Q            | Акико Хасегава / Мики Исии (JPN) В (21–15, 21–16)          | Тина Граудиня / Анастасия Самойлова (LAT) В (21–16, 21–10) | Талика Клэнси / Мариаф (AUS) В (20–22, 21–15, 15–12) | Мелисса Хумана-Паредес / Брэнди Уилкерсон (CAN) В (26–24, 12–21, 15–10) | 1     |
| Каролина Солберг Салгадо Барбара Сейшас | Женщины   | Акико Хасегава / Мики Исии (JPN) В (21–12, 21–19)       | Моника Пауликене / Айне Раупелите (LTU) В (21–13, 21–14)         | Катя Стам / Раиса Схон (NED) В (16–21, 21–17, 19–17)        | 1 Q            | Талика Клэнси / Мариаф (AUS) П (22–24, 14–21)              | завершили выступление                                      | завершили выступление                                | завершили выступление                                                   | =9    |

## Прыжки в воду
Бразилия завоевала одно место для участия в личных соревнованиях на 10-метровой вышке у женщин по результатам Чемпионата мира по водным видам спорта 2023 года в Фукуоке, Япония.
| Спортсмен       | Дисциплина                | Квалификация | Квалификация | Полуфинал             | Полуфинал             | Финал                 | Финал                 |
| Спортсмен       | Дисциплина                | Баллы        | Место        | Баллы                 | Место                 | Баллы                 | Место                 |
| --------------- | ------------------------- | ------------ | ------------ | --------------------- | --------------------- | --------------------- | --------------------- |
| Ингрид Оливейра | Женщины 10-метровая вышка | 255,90       | 23           | завершила выступление | завершила выступление | завершила выступление | завершила выступление |

## Прыжки на батуте
Бразилия завоевала одно квотное место в соревнование женщин, заняв место в первой восьмерке на Чемпионате мира по прыжкам на батуте в Бирмингеме, Великобритания. Еще одно квотное место в соревнования мужчин Бразилия получила по результатам Серии этапов Кубка мира 2023-2024 годов.
| Спортсмен   | Дисциплина | Квалификация | Квалификация | Финал                 | Финал                 |
| Спортсмен   | Дисциплина | Баллы        | Место        | Баллы                 | Место                 |
| ----------- | ---------- | ------------ | ------------ | --------------------- | --------------------- |
| Райан Дутра | Мужчины    | 56,370       | 12           | завершил выступление  | завершил выступление  |
| Алиса Гомес | Женщины    | 50,580       | 15           | завершила выступление | завершила выступление |

## Регби-7
Женская команда Бразилии по регби-7 завоевала право на участие в олимпийском турнире, победив на Южноамериканском квалификационном турнире 2023 года в Монтевидео, Уругвай.
| Команда  | Соревнование   | Групповая стадия | Групповая стадия | Групповая стадия | Групповая стадия | Четвертьфиналы | Полуфиналы                        | Финал / Матч за 3 место  | Финал / Матч за 3 место |
| Команда  | Соревнование   | Соперник Счёт    | Соперник Счёт    | Соперник Счёт    | Место            | Соперник Счёт  | Соперник Счёт                     | Соперник Счёт            | Место                   |
| -------- | -------------- | ---------------- | ---------------- | ---------------- | ---------------- | -------------- | --------------------------------- | ------------------------ | ----------------------- |
| Бразилия | Женский турнир | Франция П 0–26   | США П 5–24       | Япония П 12–39   | 4                | —              | Плей-офф 9-12 места Фиджи В 28–22 | За 9 место Япония П 7–38 | 10                      |

### Женский турнир
Состав команды
Состав команды был объявлен 3 июля 2024 года.
Тренер:  Уилл Бродерик
- Мариана Николау[англ.]
- Луиза Кампос[англ.] (К)
- Милена Мариано[англ.]
- Гизела Гомес[англ.]
- Талия Коста[англ.]
- Талита Коста[англ.]
- Жасмин Соарес[англ.]
- Марина Фиораванти[англ.]
- Габриела Лима[англ.]
- Ракель Кочханн[англ.]
- Бьянка Силва[англ.]
- Марсела Соуза[англ.]

Групповой этап
| Место | Сборная  | И | В | Н | П | ОЗ  | ОП | +/- | Очки |
| ----- | -------- | - | - | - | - | --- | -- | --- | ---- |
| 1     | Франция  | 3 | 3 | 0 | 0 | 106 | 14 | +92 | 9    |
| 2     | США      | 3 | 2 | 0 | 1 | 74  | 43 | +31 | 7    |
| 3     | Япония   | 3 | 1 | 0 | 2 | 46  | 97 | -51 | 5    |
| 4     | Бразилия | 3 | 0 | 0 | 3 | 17  | 89 | -72 | 3    |

| 28 июля 2024 17:00 | \| Франция \| 26:0 Протокол \| Бразилия \| | Стад-де-Френс, Париж Судьи: Киско Лопес (США) |
| Франция            | 26:0 Протокол                              | Бразилия                                      |

| 28 июля 2024 20:00 | \| США \| 24:5 Протокол \| Бразилия \| | Стад-де-Френс, Париж Судьи: Тайлер Миллер (Австралия) |
| США                | 24:5 Протокол                          | Бразилия                                              |

| 29 июля 2024 15:00 | \| Япония \| 39:12 Протокол \| Бразилия \| | Стад-де-Френс, Париж Судьи: Мэгги Кугер-Ор (Австралия) |
| Япония             | 39:12 Протокол                             | Бразилия                                               |

Классификация за 9-12 места
| 29 июля 2024 20:30 | \| Фиджи \| 22:28 Протокол \| Бразилия \| | Стад-де-Френс, Париж Судьи: Талай Чудри (Канада) |
| Фиджи              | 22:28 Протокол                            | Бразилия                                         |

Матч за 9 место
| 30 июля 2024 17:00 | \| Япония \| 38:7 Протокол \| Бразилия \| | Стад-де-Френс, Париж Судьи: Лавения Равака (Фиджи) |
| Япония             | 38:7 Протокол                             | Бразилия                                           |

## Сёрфинг
Бразильские сёрферы завоевали два места в мужские соревнования и одно место в женские соревнования по сёрфингу по результатам Мировой лиги сёрфинга 2023 года. Еще одно место в женские соревнования Бразилия получила по результатам Всемирных игр со сёрфигу 2024 года в Аребуко, Пуэрто-Рико. Кроме того, на этих играх бразильские сёрферы победили в командном зачете у мужчин и женщин, завоевав для своей страны по дополнительной квоте у мужчин и женщин. Бразилия стала единственной страной, получившей максимальное количество квот для участия в олимпийском турнире – 6.
| Спортсмен           | Категория | 1 раунд | 1 раунд | 2 раунд                           | 3 раунд                         | Четвертьфинал                   | Полуфинал                     | Финал / За 3 место              | Финал / За 3 место    |
| Спортсмен           | Категория | Счёт    | Место   | Соперник Результат                | Соперник Результат              | Соперник Результат              | Соперник Результат            | Соперник Результат              | Место                 |
| ------------------- | --------- | ------- | ------- | --------------------------------- | ------------------------------- | ------------------------------- | ----------------------------- | ------------------------------- | --------------------- |
| Фелипе Толедо       | Мужчины   | 7,63    | 2 R2    | NZLБилли Стэрманд В 17,00–14,00   | JPNРэо Инаба П 2,46–6,00        | завершил выступление            | завершил выступление          | завершил выступление            | завершил выступление  |
| Жуан Кианка         | Мужчины   | 10,07   | 1 R3    | —                                 | MARРамзи Букхиам В 18,10–17,80  | BRAГабриэль Медина П 9,33–14,77 | завершил выступление          | завершил выступление            | завершил выступление  |
| Габриэль Медина     | Мужчины   | 13,50   | 1 R3    | —                                 | JPNКаноа Игараси В 17,40–7,04   | BRAЖуан Кианка В 14,77–9,33     | AUSДжек Робинсон П 6,33–12,33 | PERАлонсо Корреа В 15,54–12,43  | 3                     |
| Татьяна Уэстон-Уэбб | Женщины   | 10,33   | 2 R2    | NCAКанделария Ресано В 9,50–3,30  | USAКейтлин Симмерс В 12,34–1,93 | ESPНадя Эростарбе В 8,10–6,34   | CRCБриса Хенесси В 13,66–6,17 | USAКэролайн Маркс П 10,33–10,50 | 2                     |
| Тайна Хинкель       | Женщины   | 5,73    | 2 R2    | CANСаноа Дампфль-Олен В 7,10–6,30 | BRAЛуана Силва П 5,93–6,00      | завершила выступление           | завершила выступление         | завершила выступление           | завершила выступление |
| Луана Силва         | Женщины   | 7,27    | 1 R3    | —                                 | BRAТайна Хинкель В 6,00–5,93    | CRCБриса Хенесси П 5,47–6,37    | завершила выступление         | завершила выступление           | завершила выступление |

## Скейтбординг
Бразилия получила максимально возможное количество место в олимпийские соревнования по скейтбордингу на основании Олимпийского рейтинга OWSR: по три в мужские и женские соревнования в дисциплинах парк и стрит.
| Спортсмен       | Дисциплина    | Заезд  | Заезд | Финал                 | Финал                 |
| Спортсмен       | Дисциплина    | Счет   | Место | Счет                  | Место                 |
| --------------- | ------------- | ------ | ----- | --------------------- | --------------------- |
| Аугусто Акио    | Парк мужчины  | 88,98  | 8 Q   | 91,85                 | 3                     |
| Луижи Сини      | Парк мужчины  | 89,10  | 7 Q   | 76,89                 | 7                     |
| Педро Баррос    | Парк мужчины  | 89,24  | 6 Q   | 91,65                 | 4                     |
| Келвин Хёфлер   | Стрит мужчины | 265,24 | 6 Q   | 270,27                | 6                     |
| Джованни Вианна | Стрит мужчины | 178,52 | 13    | завершил выступление  | завершил выступление  |
| Фелипе Густаво  | Стрит мужчины | 157,89 | 15    | завершил выступление  | завершил выступление  |
| Раикка Вентура  | Парк Женщины  | 76,24  | 12    | завершила выступление | завершила выступление |
| Дора Варелла    | Парк Женщины  | 82,29  | 8 Q   | 89,14                 | 4                     |
| Исадора Пачеко  | Парк Женщины  | 82,07  | 9     | завершила выступление | завершила выступление |
| Раиса Леал      | Стрит женщины | 241,43 | 7 Q   | 253,37                | 3                     |
| Памела Роса     | Стрит женщины | 205,23 | 16    | завершила выступление | завершила выступление |
| Габи Мазетто    | Стрит женщины | 144,35 | 19    | завершила выступление | завершила выступление |

## Современное пятиборье
Изабелла де Абреу завоевала именную квоту на участие в женском олимпийском турнире на Панамериканских играх 2023 года в Сантьяго, Чили.
| Спортсмен         | Дисциплина     | Дисциплина | Фехтование (шпага до 1 укола) | Фехтование (шпага до 1 укола) | Фехтование (шпага до 1 укола) | Фехтование (шпага до 1 укола) | Плавание (200 м вольный стиль) | Плавание (200 м вольный стиль) | Плавание (200 м вольный стиль) | Конный спорт (конкур) | Конный спорт (конкур) | Конный спорт (конкур) | Конный спорт (конкур) | Комбинация: стрельба и бег (10 м пистолет)/(3200 м) | Комбинация: стрельба и бег (10 м пистолет)/(3200 м) | Комбинация: стрельба и бег (10 м пистолет)/(3200 м) | Сумма                 | Место                 |
| Спортсмен         | Дисциплина     | Дисциплина | ОР                            | Место                         | Баллы                         | БР                            | Время                          | Место                          | Баллы                          | Время                 | Штраф                 | Место                 | Баллы                 | Время                                               | Место                                               | Баллы                                               | Сумма                 | Место                 |
| ----------------- | -------------- | ---------- | ----------------------------- | ----------------------------- | ----------------------------- | ----------------------------- | ------------------------------ | ------------------------------ | ------------------------------ | --------------------- | --------------------- | --------------------- | --------------------- | --------------------------------------------------- | --------------------------------------------------- | --------------------------------------------------- | --------------------- | --------------------- |
| Изабелла де Абреу | Женский турнир | Полуфинал  | 10–25                         | 36                            | 175                           | 0                             | 2.25,63                        | 16                             | 259                            | 68,05                 | 12                    | 12                    | 288                   | 12.22,30                                            | 14                                                  | 558                                                 | 1280                  | 16                    |
| Изабелла де Абреу | Женский турнир | Финал      | завершила выступление         | завершила выступление         | завершила выступление         | завершила выступление         | завершила выступление          | завершила выступление          | завершила выступление          | завершила выступление | завершила выступление | завершила выступление | завершила выступление | завершила выступление                               | завершила выступление                               | завершила выступление                               | завершила выступление | завершила выступление |

## Стрельба
Бразилия получила три места для участия в соревнованиях стрелков по итогам Чемпионата Америки по стрельбе 2022 года, Чемпионата Америки по стендовой стрельбе 2024 года и Чемпионата Америки по пулевой стрельбе 2024 года. Еще одну квоту Бразилия получила благодаря квалификации стрелка в другой дисциплине согласно правилам ISSF.
Мужчины
| Спортсмен        | Дисциплина                    | Квалификация | Квалификация | Финал                | Финал                |
| Спортсмен        | Дисциплина                    | Баллы        | Место        | Баллы                | Место                |
| ---------------- | ----------------------------- | ------------ | ------------ | -------------------- | -------------------- |
| Филипп Шатобриан | Пневматический пистолет, 10 м | 561          | 31           | завершил выступление | завершил выступление |

Женщины
| Спортсмен     | Дисциплина                         | Квалификация | Квалификация | Финал                 | Финал                 |
| Спортсмен     | Дисциплина                         | Баллы        | Место        | Баллы                 | Место                 |
| ------------- | ---------------------------------- | ------------ | ------------ | --------------------- | --------------------- |
| Жеована Мейер | Винтовка из 3-х положений, 50 м    | 581          | 22           | завершила выступление | завершила выступление |
| Жеована Мейер | Пневматическая винтовка, 10 метров | 623,5        | 38           | завершила выступление | завершила выступление |
| Жоржия Фурким | Скит                               | 111          | 26           | завершила выступление | завершила выступление |

## Стрельба из лука
Бразилия получила одно место на участие в мужском личном турнире лучников на Чемпионате мира по стрельбе из лука 2023 года в Берлине, Германия и одно место на участие в женском личном турнире по результатам Панамериканских игр 2023 года в Сантьяго, Чили. Квалифицировав, как минимум, по одному участнику в женский и мужской личные турнире, Бразилия автоматически получила право на участие в миксте.
| Спортсмен                          | Дисциплина                        | Предварительный раунд | Предварительный раунд | 1/32 финала            | 1/16 финала              | 1/8 финала             | Четвертьфиналы        | Полуфиналы            | Финал / За 3 место    | Финал / За 3 место    |
| Спортсмен                          | Дисциплина                        | Результат             | Посев                 | Соперник Счет          | Соперник Счет            | Соперник Счет          | Соперник Счет         | Соперник Счет         | Соперник Счет         | Место                 |
| ---------------------------------- | --------------------------------- | --------------------- | --------------------- | ---------------------- | ------------------------ | ---------------------- | --------------------- | --------------------- | --------------------- | --------------------- |
| Маркус Д’Алмейда                   | Мужчины индивидуальное первенство | 673                   | 17                    | UKRМихаил Усач В 6–2   | JPNФумия Саито В 7–1     | KORКим У Джин П 1–7    | завершил выступление  | завершил выступление  | завершил выступление  | завершил выступление  |
| Ана Луиза Каэтано                  | Женщины индивидуальное первенство | 660                   | 19                    | SLOЖана Пинтарич В 6–2 | MASСьякьера Машайх В 6–5 | FRAЛиза Барбелен П 2–6 | завершила выступление | завершила выступление | завершила выступление | завершила выступление |
| Маркус Д’Алмейда Ана Луиза Каэтано | Микст команды                     | 1333                  | 10 Q                  | —                      | —                        | Мексика · П 1–5        | завершили выступление | завершили выступление | завершили выступление | завершили выступление |

## Теннис
Бразилия получила два места в одиночный и одно место в парный турниры у мужчин по рейтингу ATP, по одному месту в одиночный и парный турниры у женщин по рейтингу WTA, а также одно место в миксте согласно суммарному олимпийскому рейтингу. Кроме того, Лаура Пигосси завоевала именную квоту на участие в женском личном олимпийском турнире, победив на Панамерианских играх 2023 года в Сантьяго, Чили.
| Спортсмен                         | Дисциплина        | 1/32 финала                           | 1/16 финала                                        | 1/8 финала                                     | Четвертьфиналы        | Полуфиналы            | Финал / За 3 место    | Финал / За 3 место    |                       |
| Спортсмен                         | Дисциплина        | Соперник Счёт                         | Соперник Счёт                                      | Соперник Счёт                                  | Соперник Счёт         | Соперник Счёт         | Соперник Счёт         | Место                 |                       |
| --------------------------------- | ----------------- | ------------------------------------- | -------------------------------------------------- | ---------------------------------------------- | --------------------- | --------------------- | --------------------- | --------------------- | --------------------- |
| Тиагу Зайбот Вилд                 | Мужчины одиночный | ARGТомас М. Этчеверри П 6–7(7–9), 2–6 | завершил выступление                               | завершил выступление                           | завершил выступление  | завершил выступление  | завершил выступление  | завершил выступление  |                       |
| Тьягу Монтейру                    | Мужчины одиночный | ARGСебастьян Баэс П 4–6, 3–6          | завершил выступление                               | завершил выступление                           | завершил выступление  | завершил выступление  | завершил выступление  | завершил выступление  |                       |
| Тиагу Зайбот Вилд Тьягу Монтейру  | Мужчины парный    | —                                     | KAZАлександр Бублик Александр Недовесов В 6–4, 6–4 | USAОстин Крайчек Раджив Рам П 4–6, 6–7(3–7)    | завершили выступление | завершили выступление | завершили выступление | завершили выступление |                       |
| Лаура Пигосси                     | Женщины одиночный | UKRДаяна Ястремская П 6–3, 5–7, 0–6   | завершила выступление                              | завершила выступление                          | завершила выступление | завершила выступление | завершила выступление | завершила выступление |                       |
| Беатрис Хаддад Майя               | Женщины одиночный | FRAВарвара Грачёва В 6–4, 4–6, 6–0    | SVKАнна Каролина Шмидлова П 4–6, 4–6               | завершила выступление                          | завершила выступление | завершила выступление | завершила выступление | завершила выступление | завершила выступление |
| Беатрис Хаддад Майя Луиза Стефани | Женщины парный    | —                                     | CHNЮань Юэ Чжан Шуай В 6–4, 6–4                    | GBRКэти Боултер Хезер Уотсон П 3–6, 4–6        | завершили выступление | завершили выступление | завершили выступление | завершили выступление |                       |
| Тиагу Зайбот Вилд Луиза Стефани   | Микст             | —                                     | —                                                  | CHNЧжан Чжичжэнь Ван Синьюй П 6–3, 3–6, [8–10] | завершили выступление | завершили выступление | завершили выступление | завершили выступление |                       |

## Триатлон
Бразилия завоевала по два квотных места в соревнования мужчин и женщин в соответствии с Мировым индивидуальным рейтингом World Triathlon.
Личное
| Спортсмен        | Категория | Время             | Время     | Время             | Время     | Время       | Время   | Место |
| Спортсмен        | Категория | Плавание (1,5 км) | Переход 1 | Велосипед (40 км) | Переход 2 | Бег (10 км) | Всего   | Место |
| ---------------- | --------- | ----------------- | --------- | ----------------- | --------- | ----------- | ------- | ----- |
| Мигель Идальго   | Мужчины   | 20.57             | 0.53      | 51.36             | 0.25      | 30.36       | 1:44.27 | 10    |
| Мануэль Мессиас  | Мужчины   | 23.08             | 0.53      | 54.21             | 0.31      | 32.07       | 1:51.00 | 45    |
| Виттория Лопеc   | Женщины   | 22.18             | 0.57      | 59.42             | 0.32      | 36.41       | 2:00.10 | 25    |
| Дженифер Арнольд | Женщины   | 24.03             | 0.56      | 57.49             | 0.26      | 35.31       | 1:58.45 | 20    |

Эстафета
| Спортсмен        | Категория      | Время            | Время     | Время            | Время     | Время      | Время   | Место |
| Спортсмен        | Категория      | Плавание (300 м) | Переход 1 | Велосипед (7 км) | Переход 2 | Бег (2 км) | Всего   | Место |
| ---------------- | -------------- | ---------------- | --------- | ---------------- | --------- | ---------- | ------- | ----- |
| Мигель Идальго   | Микст эстафета | 4.08             | 1.07      | 9.40             | 0.22      | 5.06       | 20.23   | 11    |
| Дженифер Арнольд | Микст эстафета | 5.03             | 1.10      | 10.21            | 0.27      | 5.43       | 22.44   | 7     |
| Мануэль Мессиас  | Микст эстафета | 4.34             | 1.04      | 9.33             | 0.25      | 5.06       | 20.42   | 9     |
| Виттория Лопеc   | Микст эстафета | 4.59             | 1.13      | 10.46            | 0.27      | 6.09       | 23.34   | 8     |
| Всего            | Микст эстафета | —                | —         | —                | —         | —          | 1:27.23 | 8     |

## Тхэквондо
Бразилия завоевала одно место женском турнире в соответствии с рейтингом WT. Еще два места в мужском и одно в женском турнире Бразилия получила по результатам Панамериканского квалификационного турнира 2024 года в Санто-Доминго, Доминиканская Республика.
| Спортсмен          | Дисциплина       | 1/8 финала                  | Четвертьфиналы        | Полуфиналы            | Утеш. поединки           | Финал/За 3 место         | Финал/За 3 место      |
| Спортсмен          | Дисциплина       | Соперник Результат          | Соперник Результат    | Соперник Результат    | Соперник Результат       | Соперник Результат       | Место                 |
| ------------------ | ---------------- | --------------------------- | --------------------- | --------------------- | ------------------------ | ------------------------ | --------------------- |
| Эдивал Понтес      | Мужчины до 68 кг | Заид Карим (JOR) П 1–2      | —                     | —                     | Хакан Речбер (TUR) В 2–1 | Хавьер Перес (ESP) В 2–1 | 3                     |
| Энрике Маркес      | Мужчины до 80 кг | JORСалех аль-Шарабати В 2–0 | KORСо Гон У П 0–2     | завершил выступление  | завершил выступление     | завершил выступление     | завершил выступление  |
| Мария Клара Пачеко | Женщины до 57 кг | AUSСтейси Хаймер В 2–0      | CHNЛо Цзунши П 1–2    | завершила выступление | завершила выступление    | завершила выступление    | завершила выступление |
| Каролина Сантос    | Женщины до 67 кг | THAСасикарн Тонгчан П 0–2   | завершила выступление | завершила выступление | завершила выступление    | завершила выступление    | завершила выступление |

## Тяжёлая атлетика
Бразилия получила два места в соревнованиях женщин в соответствии с олимпийским рейтингом IWF
| Спортсмен   | Категория        | Рывок     | Рывок | Толчок    | Толчок | Всего | Место |
| Спортсмен   | Категория        | Результат | Место | Результат | Место  | Всего | Место |
| ----------- | ---------------- | --------- | ----- | --------- | ------ | ----- | ----- |
| Аманда Шотт | Женщины до 71 кг | 106       | 7     | 123       | 9      | 229   | 8     |
| Лаура Амаро | Женщины до 81 кг | 105       | 7     | 135       | 7      | 240   | 7     |

## Фехтование
Бразилия получил по рейтингу FEI по одному индивидуальному месту в мужской рапире и женской шпаге и одно место в женской рапире по результатам Зонального турнира Америки в Сан-Хосе, Коста-Рика.
| Спортсмен          | Дисциплина     | 1/32 финала                 | 1/16 финала           | 1/8 финала            | Четвертьфинал         | Полуфинал             | Финал / За 3 место    | Финал / За 3 место    |
| Спортсмен          | Дисциплина     | Соперник Счет               | Соперник Счет         | Соперник Счет         | Соперник Счет         | Соперник Счет         | Соперник Счет         | Место                 |
| ------------------ | -------------- | --------------------------- | --------------------- | --------------------- | --------------------- | --------------------- | --------------------- | --------------------- |
| Гильерме Толдо     | Мужчины рапира | —                           | CHNМо Чживэй П 7–15   | завершил выступление  | завершил выступление  | завершил выступление  | завершил выступление  | завершил выступление  |
| Натали Мёлльхаузен | Женщины шпага  | —                           | CANЖуйэнь Сяо П 11–15 | завершила выступление | завершила выступление | завершила выступление | завершила выступление | завершила выступление |
| Мариана Пистоя     | Женщины рапира | PHIСаманта Катантан П 13–15 | завершила выступление | завершила выступление | завершила выступление | завершила выступление | завершила выступление | завершила выступление |

## Футбол
| Команда  | Соревнование   | Групповая стадия | Групповая стадия | Групповая стадия | Групповая стадия | Четвертьфиналы  | Полуфиналы      | Финал / За 3 место | Финал / За 3 место |
| Команда  | Соревнование   | Соперник Счёт    | Соперник Счёт    | Соперник Счёт    | Место            | Соперник Счёт   | Соперник Счёт   | Соперник Счёт      | Место              |
| -------- | -------------- | ---------------- | ---------------- | ---------------- | ---------------- | --------------- | --------------- | ------------------ | ------------------ |
| Бразилия | Женский турнир | Нигерия · В 1–0  | Япония · П 1–2   | Испания · П 0–2  | 3 Q              | Франция · В 1–0 | Испания · В 4–2 | США · П 0–1        | 2                  |

### Женский турнир
Женская сборная Бразилии по футболу завоевало право участвовать в олимпийском турнире, выиграв Кубок Америки 2022 года в Колумбии.
Состав команды
Состав команды был объявлен 2 июля 2024 года.
Тренер:  Артур Элиас
| №  | Позиция | Игрок          | Дата рождения / возраст   | Матчи | Голы | Клуб                |
| -- | ------- | -------------- | ------------------------- | ----- | ---- | ------------------- |
| 1  | Вр      | Лорена         | 6 май 1997 (27 лет)       |       |      | Гремио              |
| 2  | Защ     | Антония        | 26 апрель 1994 (30 лет)   |       |      | Леванте             |
| 3  | Защ     | Тарсиане       | 27 май 2003 (21 лет)      |       |      | Хьюстон Дэш         |
| 4  | Защ     | Рафаэлла Соуза | 18 июнь 1991 (33 лет)     |       |      | Орландо Прайд       |
| 5  | ПЗ      | Дуда Сампайо   | 18 май 2001 (23 лет)      |       |      | Коринтианс          |
| 6  | Защ     | Тамирес        | 10 октябрь 1987 (36 лет)  |       |      | Коринтианс          |
| 7  | Нап     | Керолин        | 17 ноябрь 1999 (24 лет)   |       |      | Норт Каролина Кураж |
| 8  | ПЗ      | Витория Яя     | 23 январь 2000 (24 лет)   |       |      | Коринтианс          |
| 9  | Нап     | Адриана        | 17 ноябрь 1996 (27 лет)   |       |      | Орландо Прайд       |
| 10 | Нап     | Марта          | 19 февраль 1986 (38 лет)  |       |      | Орландо Прайд       |
| 11 | Нап     | Женнифер       | 6 ноябрь 2001 (22 лет)    |       |      | Коринтианс          |
| 12 | Вр      | Тайна          | 1 май 1995 (29 лет)       |       |      | Америка Минейро     |
| 13 | Защ     | Ясмин          | 18 октябрь 1996 (27 лет)  |       |      | Коринтианс          |
| 14 | Нап     | Людмила        | 1 декабрь 1994 (29 лет)   |       |      | Атлетико Мадрид     |
| 15 | Защ     | Таис           | 1 май 1996 (28 лет)       |       |      | Тенерифе            |
| 16 | Нап     | Габи Нунес     | 10 март 1997 (27 лет)     |       |      | Леванте             |
| 17 | ПЗ      | Ана Витория    | 6 март 2000 (24 лет)      |       |      | Атлетико Мадрид     |
| 18 | Нап     | Габи Портильо  | 18 июль 1995 (29 лет)     |       |      | Коринтианс          |
| 19 | Нап     | Присцила       | 22 август 2004 (19 лет)   |       |      | Интернасьональ      |
| 20 | ПЗ      | Анжелина       | 26 январь 2000 (24 лет)   |       |      | Орландо Прайд       |
| 21 | Защ     | Лорен          | 13 сентябрь 2002 (21 лет) |       |      | Канзас Сити Каррент |
| 22 | Вр      | Люсиана        | 24 июль 1987 (37 лет)     |       |      | Ферровиария         |

Групповой этап
| Поз | Команда  | И | В | Н | П | МЗ | МП | РМ | О | Квалификация     |
| --- | -------- | - | - | - | - | -- | -- | -- | - | ---------------- |
| 1   | Испания  | 3 | 3 | 0 | 0 | 5  | 1  | +4 | 9 | Выход в плей-офф |
| 2   | Япония   | 3 | 2 | 0 | 1 | 6  | 4  | +2 | 6 | Выход в плей-офф |
| 3   | Бразилия | 3 | 1 | 0 | 2 | 2  | 4  | −2 | 3 | Выход в плей-офф |
| 4   | Нигерия  | 3 | 0 | 0 | 3 | 1  | 5  | −4 | 0 |                  |

| Нигерия | 0:1     | Бразилия   |
| ------- | ------- | ---------- |
|         | (отчёт) | Нуньес 37′ |

| Бразилия     | 1:2     | Япония                                |
| ------------ | ------- | ------------------------------------- |
| Жениффер 56′ | (отчёт) | Кумагаи 90+2′ (пен.) · Таникава 90+6′ |

| Бразилия | 0:2     | Испания                             |
| -------- | ------- | ----------------------------------- |
|          | (отчёт) | Дель Кастильо 68′ · Путельяс 90+17′ |

Четвертьфинал
| Франция | 0:1     | Бразилия         |
| ------- | ------- | ---------------- |
|         | (отчёт) | Габи Портило 82′ |

Полуфинал
| Бразилия                                                         | 4:2     | Испания                             |
| ---------------------------------------------------------------- | ------- | ----------------------------------- |
| Паредес 6′ (авт.) · Портильо 45+4′ · Адриана 72′ · Керолин 90+1′ | (отчёт) | Дуда 85′ (авт.) · Паральюэло 90+12′ |

Финал
| Бразилия | 0:1     | США         |
| -------- | ------- | ----------- |
|          | (отчёт) | Суонсон 57′ |